# 植物園の一覧
| 目次 | • アイルランド• アメリカ• アルゼンチン• イギリス• イスラエル• イタリア• インド• インドネシア• ウクライナ• エルサルバドル• オーストラリア• オーストリア• オランダ• カナダ• 韓国• キューバ• クロアチア• ケイマン諸島• ケニア• ジャマイカ• シンガポール• ジンバブエ• ジョージア• スイス• スウェーデン• スペイン• スリランカ• スロベニア• セルビア• タイ• 台湾• 中国• デンマーク• ドイツ• ニュージーランド• ノルウェー• ハワイ• ハンガリー• フィンランド• ブラジル• フランス• ブルガリア• ベトナム• ベネズエラ• ベルギー• ポーランド• ポルトガル• 南アフリカ• モナコ• リトアニア• ルーマニア• ロシア |

植物園の一覧（しょくぶつえんのいちらん）は、世界の代表的な植物園を州別および五十音順の国・地域ごとにまとめた一覧である。
植物園（botanical garden）は、研究・保護・教育の目的で植物（特にシダ植物・裸子植物・被子植物）を栽培・展示する施設である。通常、公園や庭園といった公共空間の華やかさのためだけに花を栽培する施設とは区別される。樹木に特化された植物園は、樹木園（arboretum, 複:arboreta）とも呼ばれる。植物園や樹木園は、動物園と関連することもある。
最初期の植物園としては、後期ルネサンス時代のピサ大学のピサ植物園（16世紀中期、1544年ころ）やパドヴァ大学のパドヴァの植物園（1545年）があり、どちらが先に作られたかについては議論がある。これらの植物園は薬草（medical botanity）の研究・教育のために設立されているが、現在でも多くの大学で教育や研究を目的とした植物園を設置・管理している。例えば、ハーバード大学のアーノルド樹木園 、ボン大学付属植物園、ケンブリッジ大学付属植物園、ライデン大学植物園、オハイオ・ウェスリアン大学のクラウス自然保護区（the Kraus Preserve）が挙げられる。
その後、各国の植民地での有用植物の栽培実験の試験場に起源をもつ植物園が作られるようになり、さらにその後、地域の植物生態系の保存を目的とする植物園が作られるようになっている。
植物園自然保護国際機構のウェブサイトでは世界の植物園を収録したデータベースが利用可能である（外部リンクを参照）。

## アジアのおもな植物園
日本の植物園に関しては、日本の植物園一覧を参照。

### イスラエル
- イスラエル国立植物園 - エルサレム、ヘブライ大学付属

 ウィキメディア・コモンズには、イスラエルの植物園に関するカテゴリがあります。

### インド

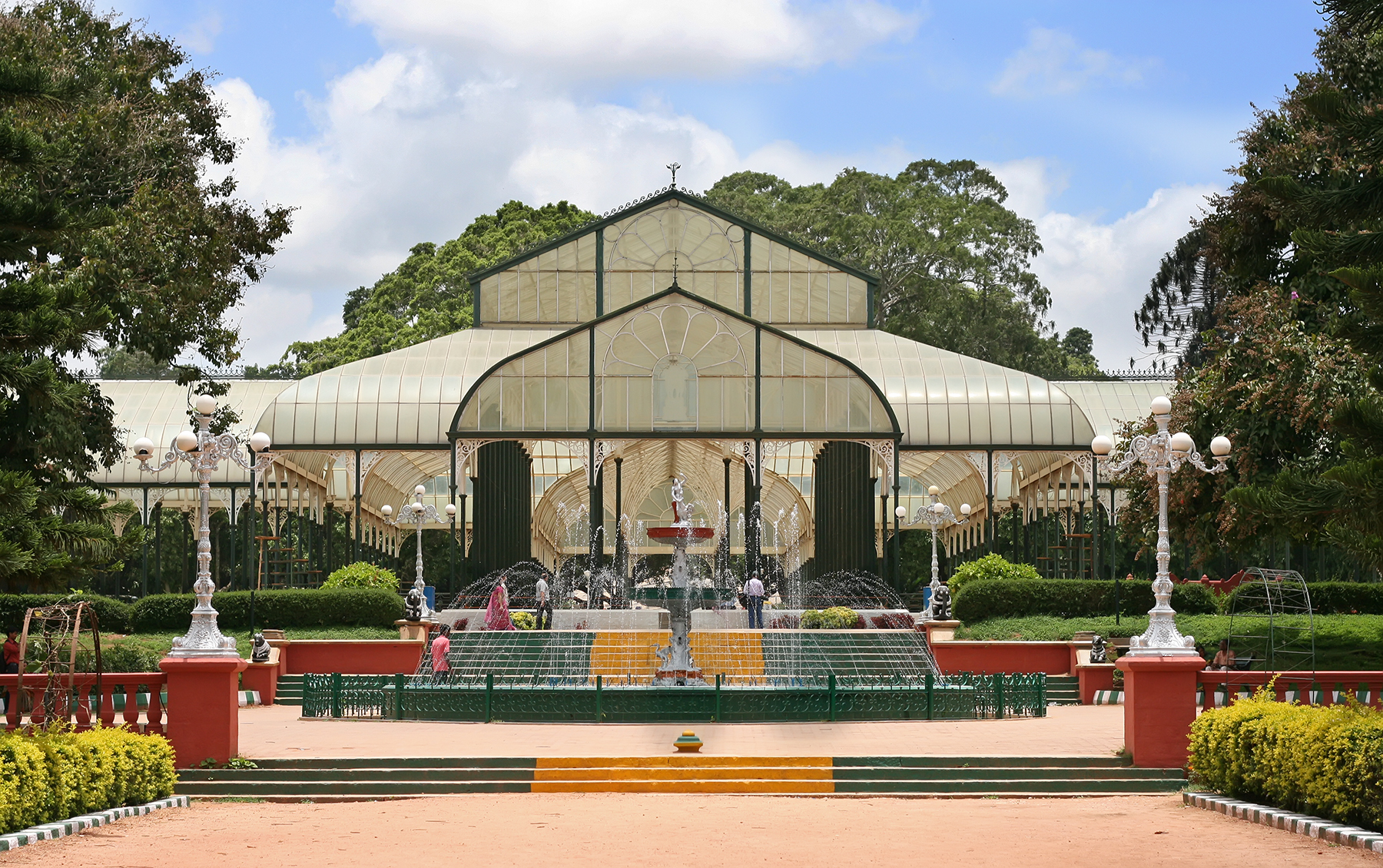
ラール・バーグ植物園の温室と噴水

- アチャーヤ・ジャガディッシュ・チャンドラ・ボース植物園 - コルカタ、旧カルカッタ植物園。インド植物園とも[1]。
- ラール・バーグ植物園（英語版） - バンガロール
- ラクナウ国立植物園（National Botanical Gardens, Lucknow） - ラクナウ、国立植物学研究所（英語版）付属[1]

 ウィキメディア・コモンズには、インドの植物園に関するカテゴリがあります。

### インドネシア

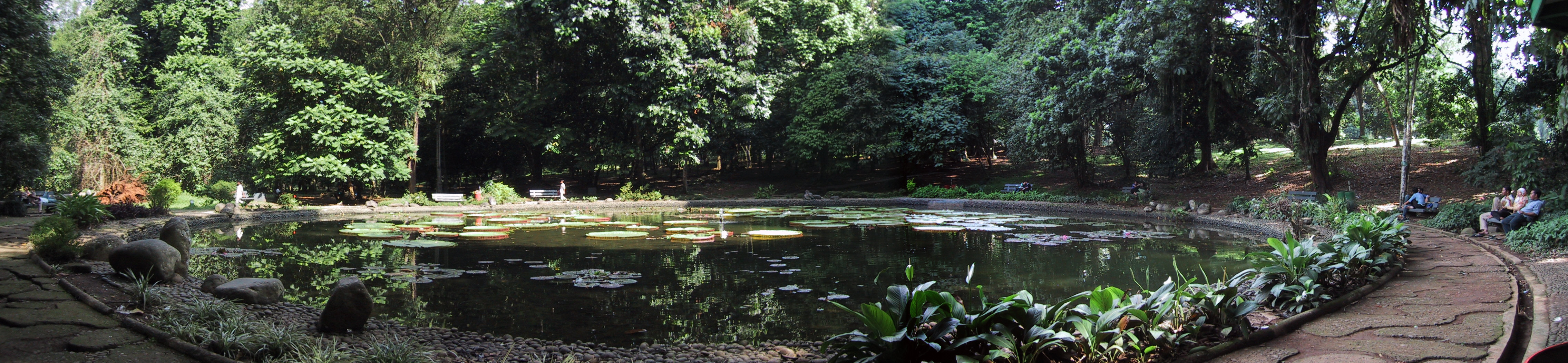
ボゴール植物園のWater Garden

- チボダス植物園 - タンゲラン市チボダス
- ボゴール植物園 - ボゴール

 ウィキメディア・コモンズには、インドネシアの植物園に関するカテゴリがあります。

### 韓国
- ソウル子供大公園植物園 - ソウル特別市広津区
- 旧昌慶宮植物園　- ソウル特別市、ソウル大公園に移転
- アチムゴヨ樹木園 - 京畿道加平郡
- ソウル大公園内植物園 - 京畿道果川市
- 莞島樹木園 - 全羅南道莞島郡郡外面大門里

 ウィキメディア・コモンズには、韓国の植物園に関するカテゴリがあります。

### シンガポール

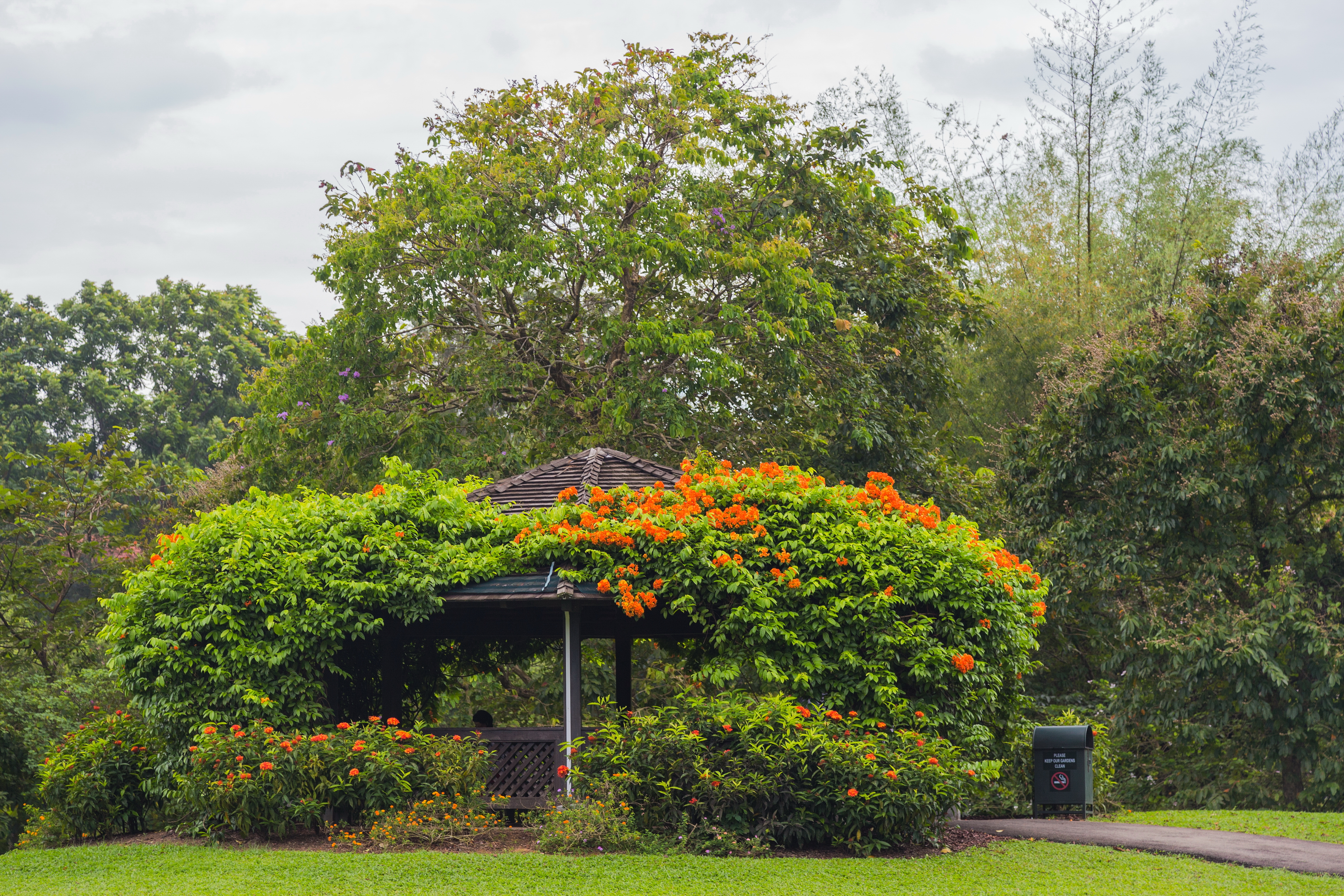
シンガポール植物園の四阿

- シンガポール植物園 - シンガポール

 ウィキメディア・コモンズには、シンガポールの植物園に関するカテゴリがあります。

### スリランカ
- ペラデニヤ植物園 - 中部州キャンディ
- ハッガラ植物園 - 中部州ヌワラ・エリヤ

 ウィキメディア・コモンズには、スリランカの植物園に関するカテゴリがあります。

### タイ
- クイーン・シリキット公園 - バンコク都チャトゥチャック区

 ウィキメディア・コモンズには、タイの植物園に関するカテゴリがあります。

### 台湾
- 台北植物園 - 台北市中正区

台北植物園

- 旧台北帝国大学 理農学部附属植物園 - 日本統治時代の台北州台北市[2]
- 嘉義植物園 - 嘉義市
- 墾丁国家公園墾丁熱帯植物園 - 屏東県恒春鎮・墾丁森林遊楽区
- 大坪頂熱帯植物園（英語版） - 高雄市小港区
- 高雄原生植物園 - 高雄市左営区[3]
- 福山植物園 - 新北市宜蘭県[4]

 ウィキメディア・コモンズには、台湾の植物園に関するカテゴリがあります。

### 中国
- 上海植物園 - 上海市徐匯区
- 中山植物園 - 南京市玄武区
- 国立植物園 - 北京市

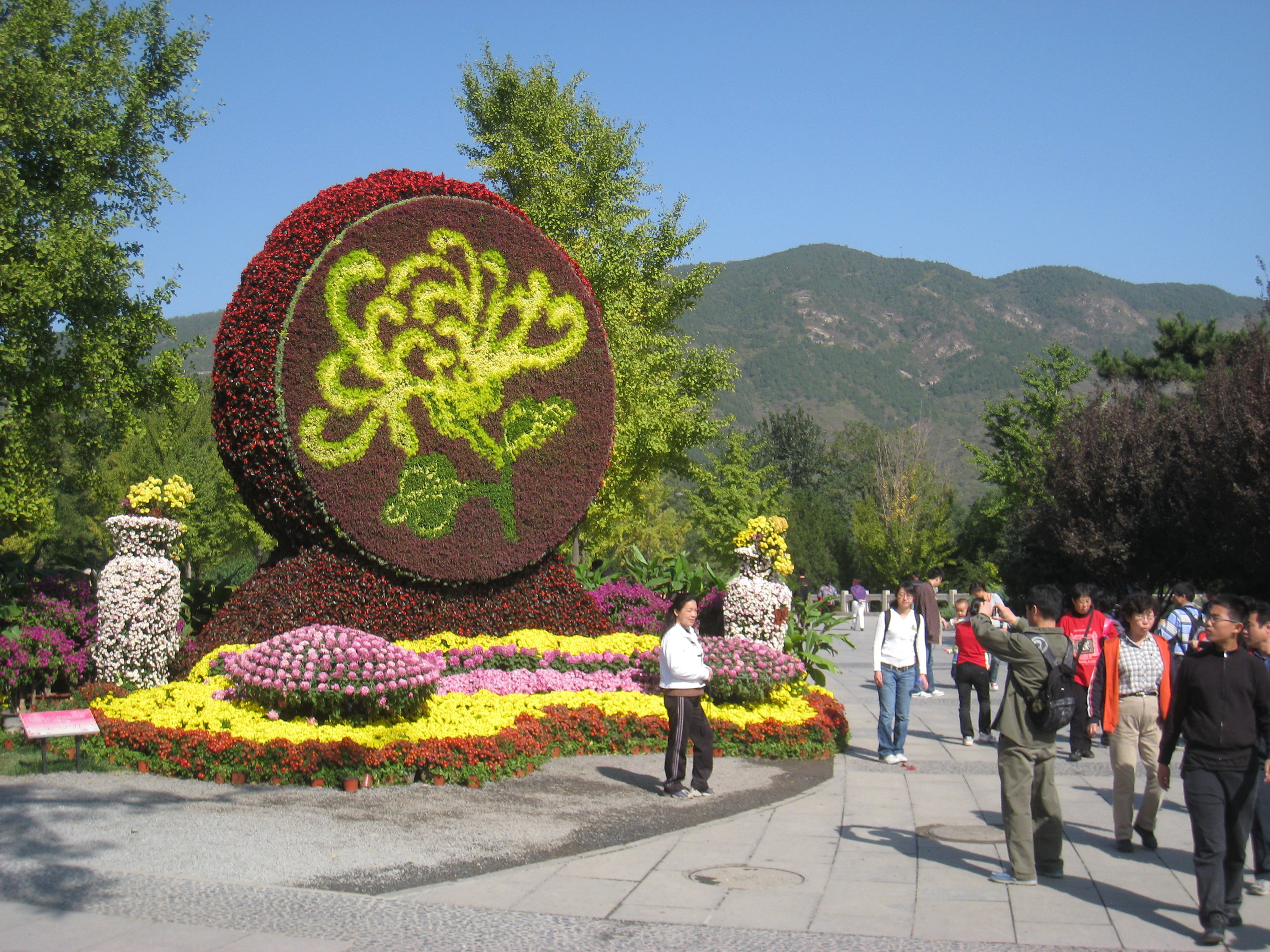
北京植物園

- 中国科学院植物研究所植物園 - 北京市、中国科学院植物研究所（中国語版）付属[1]
- 中国科学院廬山植物園（中国語版） - 九江市・廬山[1]
- 中国科学院昆明植物園 - 昆明市、中国科学院昆明植物研究所（英語版）付属[1]
- 国立植物園 - 広州市
- 仙湖植物園 - 深圳市
- 瀋陽植物園 - 瀋陽市
- 湖南省植物園 - 長沙市
- 南寧市広西薬用植物園 - 南寧市[5]
- 錦州植物園 - 錦州市[6]
- 廈門市厦門園林植物園（万石植物園） - 廈門市[7]
- 旧新京動植物園 - 満州国・新京、閉園[8]

 ウィキメディア・コモンズには、中国の植物園に関するカテゴリがあります。

### ベトナム
- サイゴン動植物園 - ホーチミン市

 ウィキメディア・コモンズには、ベトナムの植物園に関するカテゴリがあります。

## 北アメリカのおもな植物園

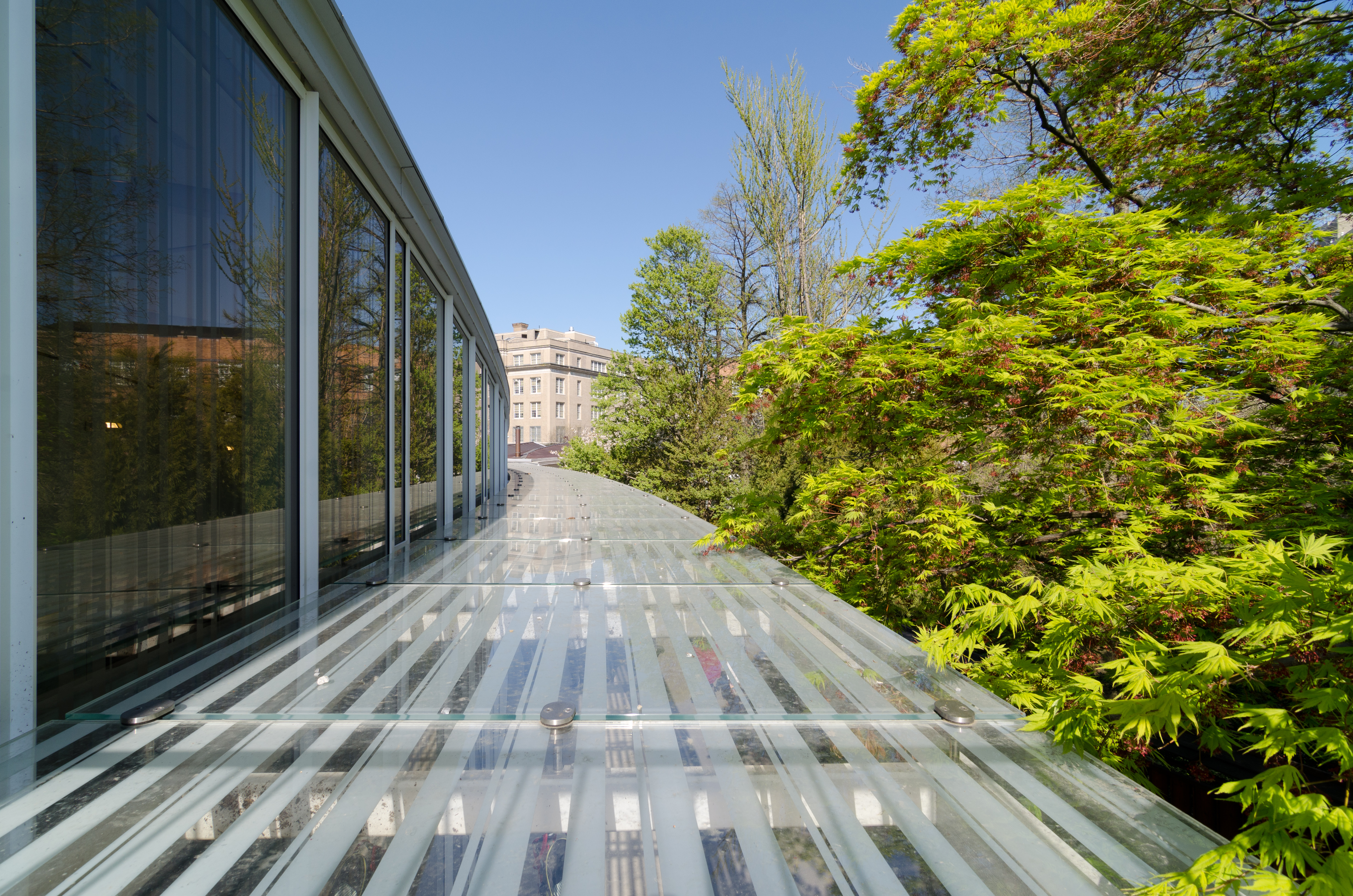
ブルックリン植物園のビジターセンター

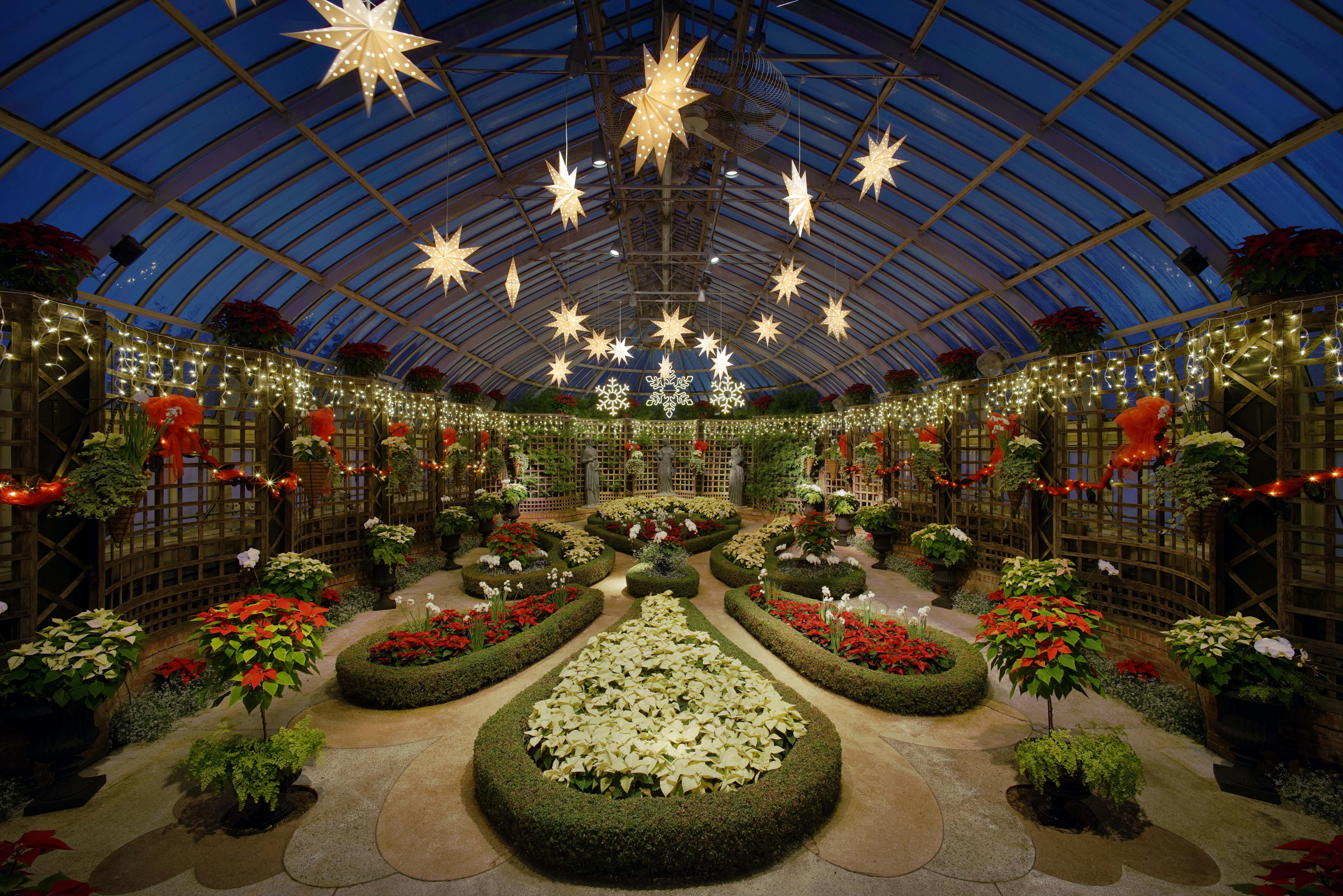
フィップス温室植物園のParterre de Broderie（刺繍の花壇）

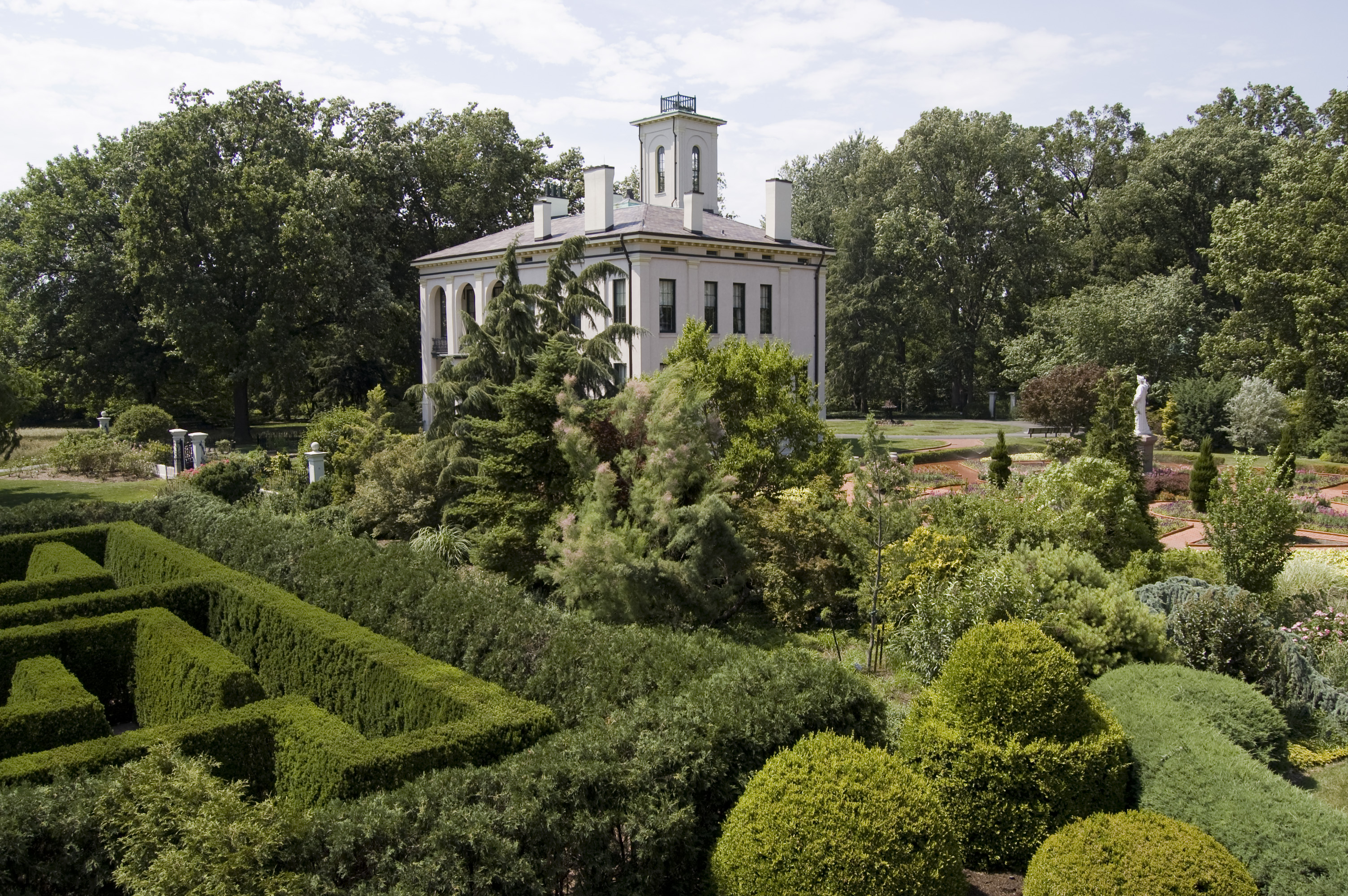
ミズーリ植物園

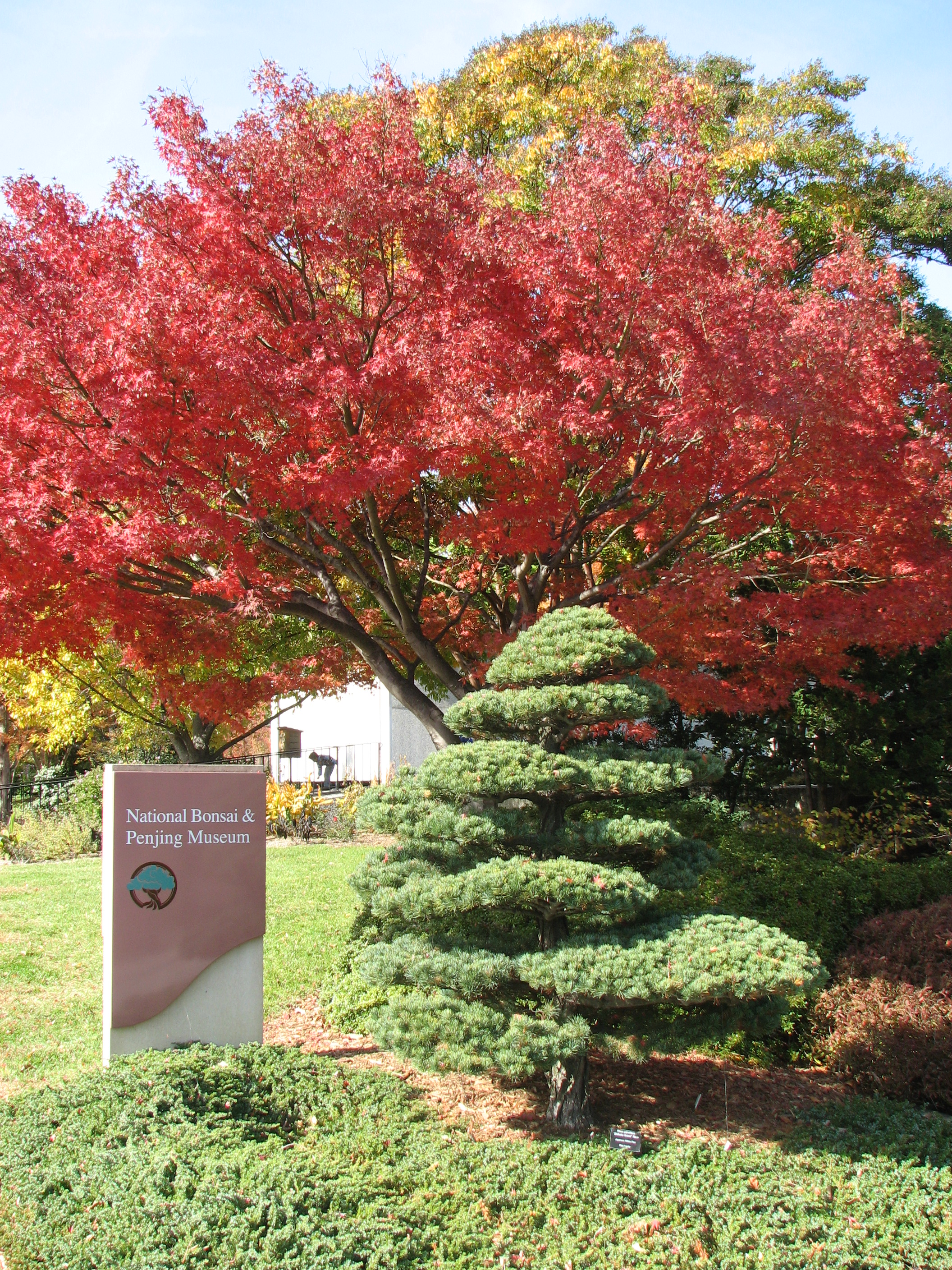
アメリカ合衆国国立樹木園

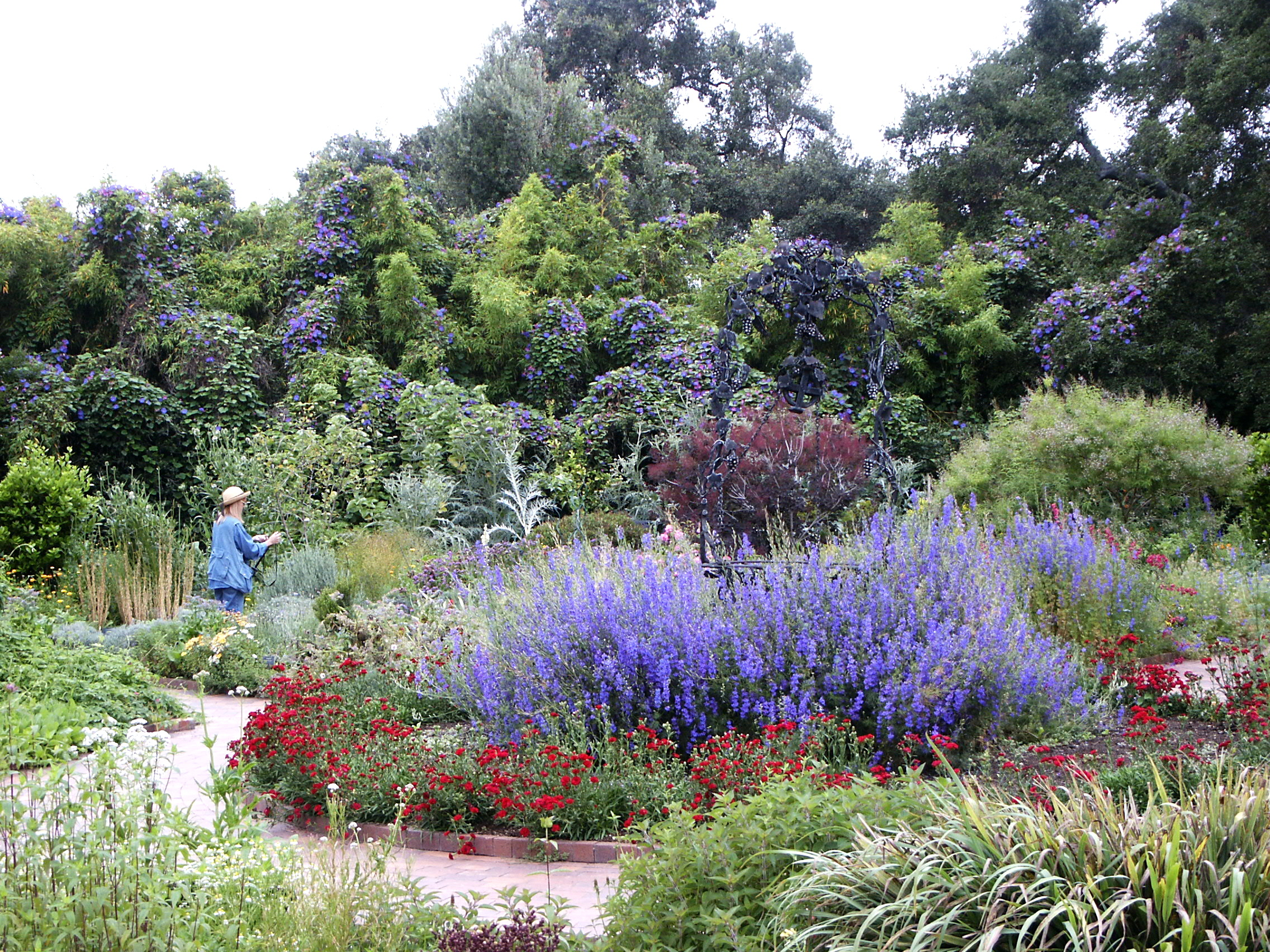
ハンティントン植物園のハーブ園

### アメリカ

#### アメリカ北東部
- ニューヨーク植物園 - ニューヨーク州ニューヨーク市ブロンクス区
- アメリカ自然史博物館 - ニューヨーク州ニューヨーク市マンハッタン区セントラルパーク・ウェスト
- ブルックリン植物園 - ニューヨーク州ニューヨーク市ブルックリン区
- ウェーブ・ヒル（英語版） - ニューヨーク州ニューヨーク市ブロンクス区リバーデイル
- ボストン・パブリック・ガーデン - マサチューセッツ州ボストン、アメリカ史上初の公立植物園
- アーノルド樹木園（英語版） - マサチューセッツ州ボストン、ハーバード大学付属
- ロングウッド・ガーデン（英語版） - ペンシルベニア州チェスター郡ケネットスクエア（英語版）
- フィップス温室植物園（英語版） - ペンシルベニア州ピッツバーグ
- ビルズ植物園（英語版） - メイン州オーガスタ、旧称パインツリー州立植物園
- ブリスウォルド邸植物園（英語版） - ロードアイランド州ブリストル

#### アメリカ中西部
- ミズーリ植物園 - ミズーリ州セントルイス
- シカゴ植物園 - イリノイ州グレンコー
- リンカーン・パーク温室植物園（英語版） - イリノイ州シカゴ、リンカーン・パーク
- ワシントンパーク植物園 - イリノイ州スプリングフィールド、ワシントンパーク（英語版）
- ヴァンダー・ヴィーア植物公園（英語版） - アイオワ州ダベンポート、ヴァンダー・ヴィーア公園歴史地区（英語版）
- デモイン植物園（英語版） - アイオワ州デモイン
- フォレスト・パーク博物館・植物園（英語版） - アイオワ州ダラス郡ペリー（英語版）
- ヘイズ植物園（英語版） - インディアナ州リッチモンド
- アリス・アベル植物園（英語版） - ネブラスカ州リンカーン、ネブラスカ・ウエスレヤン大学（英語版）付属
- ジョシュア・C・ターナー植物園（英語版） - ネブラスカ州リンカーン、ユニオン大学（英語版）付属[9]
- マタイ植物園（英語版） - ミシガン州アナーバー、ミシガン大学付属

#### アメリカ南部
- アメリカ国立植物庭園 - ワシントンD.C.、ナショナル・モール
- アメリカ合衆国国立樹木園（英語版） - ワシントンD.C.
- アトランタ植物園（英語版） - ジョージア州アトランタ・ゲインズビル
- ガーバン・ウッドランド植物園（英語版） - ホットスプリングス市、ホットスプリングス国立公園、アーカンソー大学付属
- サンアントニオ植物園（英語版） - テキサス州サンアントニオ
- ダラス樹木園&植物園 - テキサス州ダラス
- フォートワース植物園 - テキサス州フォートワース
- チークウッド・ボタニカル・ガーデン・アンド・ミュージアム・オブ・アート - テネシー州ナッシュビル
- ノーフォーク植物園（英語版） -バージニア州ノーフォーク
- カンポン国立熱帯植物園（英語版） - フロリダ州マイアミ、ココナッツグローブ（英語版）、米本土唯一の国立熱帯植物園（英語版）
- フェアチャイルド熱帯園（英語版） - フロリダ州マイアミ・デイド郡コーラル・ゲーブルズ

#### アメリカ西部
- サンフランシスコ植物園 - カリフォルニア州サンフランシスコ、ゴールデンゲート・パーク
- ロサンゼルス植物園（英語版） - カリフォルニア州ロサンゼルス郡アルカディア
- ハンティントン植物園 - カリフォルニア州ロサンゼルス郡サンマリノ[1]
- カリフォルニア大学植物園（英語版） - カリフォルニア州バークレー、カリフォルニア大学バークレー校付属
- リバーサイド植物園（英語版） - カリフォルニア州リバーサイド、カリフォルニア大学リバーサイド校付属
- サンタクルーズ大学樹木園（英語版） - カリフォルニア州サンタクルーズ、カリフォルニア大学サンタクルーズ校付属
- デービス植物園（英語版） - カリフォルニア州デイビス、カリフォルニア大学デービス校付属
- ヨセミテの植物園（ワウォナ・ガーデン） - （1904 - 1905）カリフォルニア州、ヨセミテ国立公園。バッファロー・ソルジャーによって整備された[10][11]。国立公園制度における最初の博物館とされる[12]。
- ピービー樹木園 - オレゴン州コーバリス、オレゴン州立大学付属
- ホイト植物園（英語版） - オレゴン州ポートランド

- ワシントン大学樹木園（英語版） - ワシントン州シアトル、シアトル日本庭園がある。ワシントンパーク樹木園とも。
- アイダホ大学植物園（英語版） - アイダホ州モスコー、アイダホ大学付属
- フラッグスタッフ植物園（英語版） - アリゾナ州フラッグスタッフ
- アラン・バイブル植物園（英語版） - ネバダ州クラーク郡ボールダーシティ（英語版）、ミード湖国立保養地（英吾版）アラン・バイブル（英語版）ビジターセンター

 ウィキメディア・コモンズには、アメリカの植物園に関するカテゴリがあります。

### カナダ

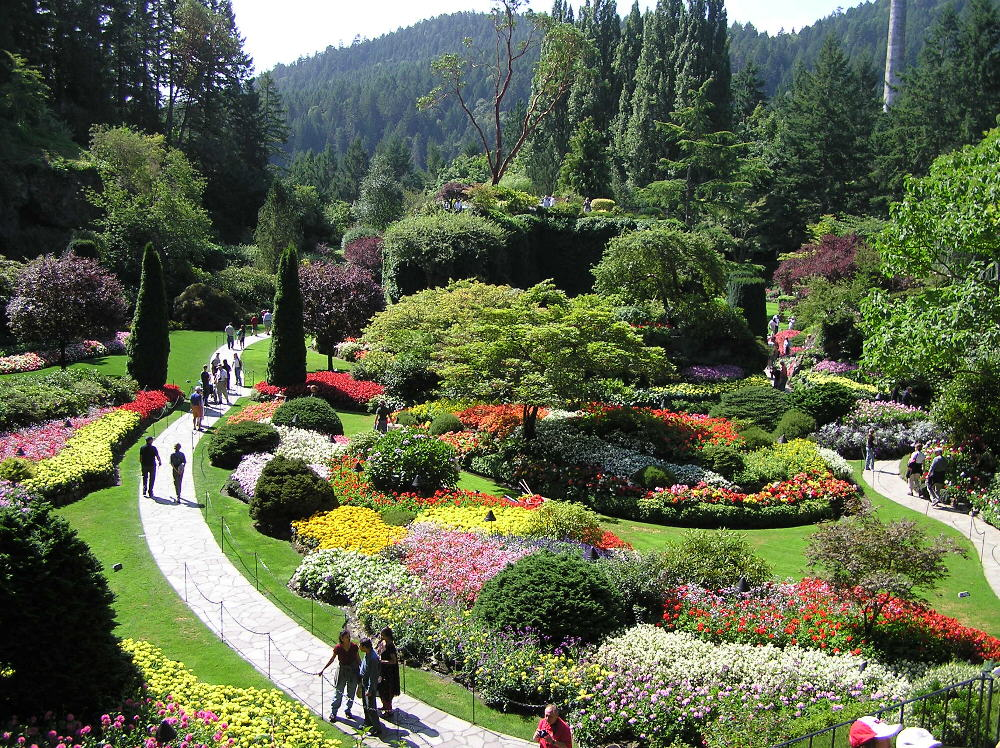
ブッチャート・ガーデンのSunken Garden

- モントリオール植物園 - ケベック州モントリオール
- カナダ王立植物園（英語版） - オンタリオ州バーリントン市ハミルトン
- ドミニオン樹木園（英語版） - オンタリオ州オタワ、中央農業試験場（英語版）
- ムタート植物園（英語版） -  アルバータ州エドモントン
- ブッチャート・ガーデン - ブリティッシュコロンビア州バンクーバー島ブレントウッドベイ（英語版）、カナダ国定史跡
- ブリティッシュコロンビア大学植物園（英語版） - ブリティッシュコロンビア州バンクーバーブリティッシュコロンビア大学新渡戸記念庭園
- ニューブランズウィック植物園（英語版） - ニューブランズウィック州エドモンストン近郊セントジャックス（英語版）

 ウィキメディア・コモンズには、カナダの植物園に関するカテゴリがあります。

## 中南米・カリブ諸国のおもな植物園

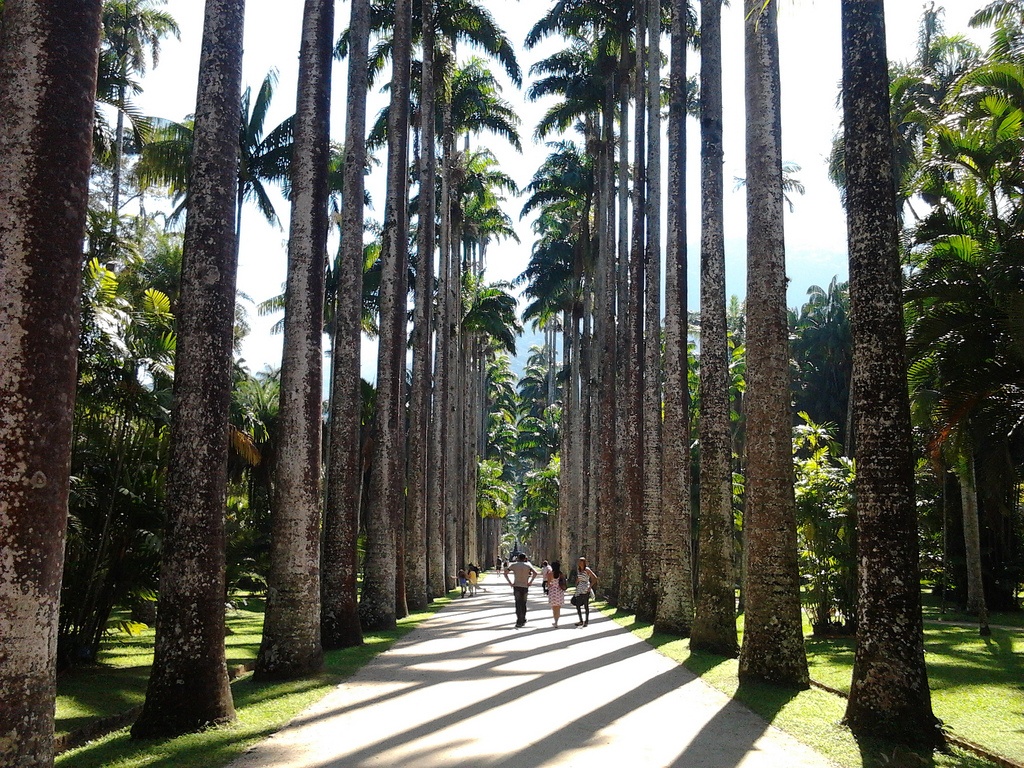
リオデジャネイロ植物園のヤシ並木

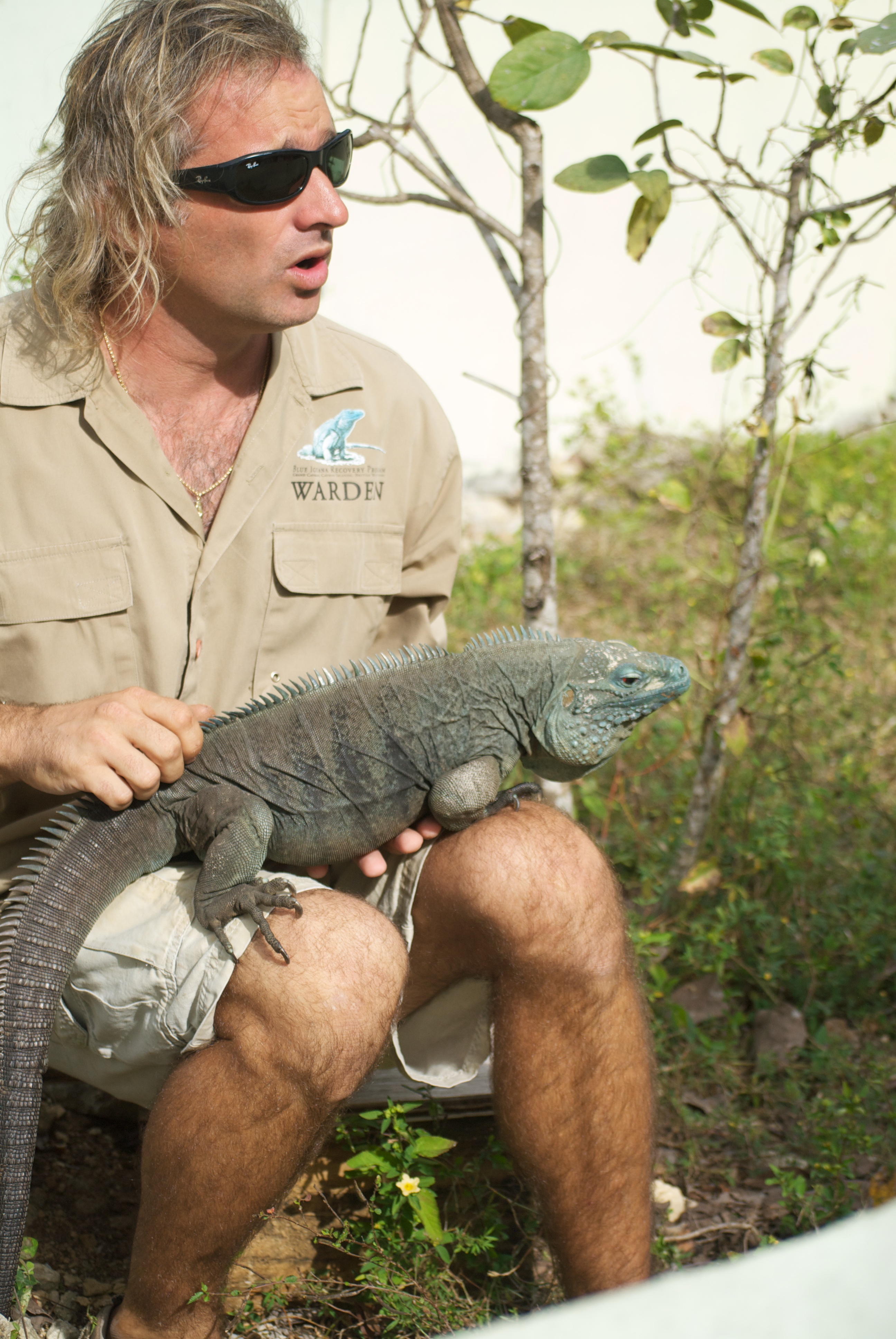
クイーンエリザベス2世植物園のブルーイグアナと監視員

### ブラジル
- サンパウロ植物園 - サンパウロ[1]
- リオデジャネイロ植物園 - リオデジャネイロ
- クリチバ植物園（英語版） - パラナ州クリチバ

 ウィキメディア・コモンズには、ブラジルの植物園に関するカテゴリがあります。

### アルゼンチン
- ブエノスアイレス植物園 - ブエノスアイレス[1]

 ウィキメディア・コモンズには、アルゼンチンの植物園に関するカテゴリがあります。

### コロンビア
- ボゴタ植物園 - ボゴタ[1]

 ウィキメディア・コモンズには、コロンビアの植物園に関するカテゴリがあります。

### エルサルバドル
- サブロー・ヒラオ公園植物園 - サンサルバドル市、文化庁（スペイン語版）管轄[13]

 ウィキメディア・コモンズには、エルサルバドルの公園に関するカテゴリがあります。

### キューバ
- シエンフエーゴス植物園（英語版） - シエンフエーゴス

 ウィキメディア・コモンズには、キューバの植物園に関するカテゴリがあります。

### ジャマイカ
- ホープ王立植物園（英語版） - キングストン[1]

### ベネズエラ
- カラカス中央大学植物園（英語版） - カラカス、ベネズエラ中央大学(ベネズエラ中央大学、英語版)付属[1]

 ウィキメディア・コモンズには、ベネズエラの植物園に関するカテゴリがあります。

### イギリス領ケイマン諸島
- クイーンエリザベス2世植物園（英語版） - グランドケイマン島ノースサイド

 ウィキメディア・コモンズには、ケイマン諸島の植物園に関するカテゴリがあります。

## ヨーロッパのおもな植物園

### アイルランド
- アイルランド国立植物園（英語版） - ダブリン市グラスネヴィン（英語版）

 ウィキメディア・コモンズには、アイルランドの植物園に関するカテゴリがあります。

### イギリス
- キューガーデン - ロンドン市キュー

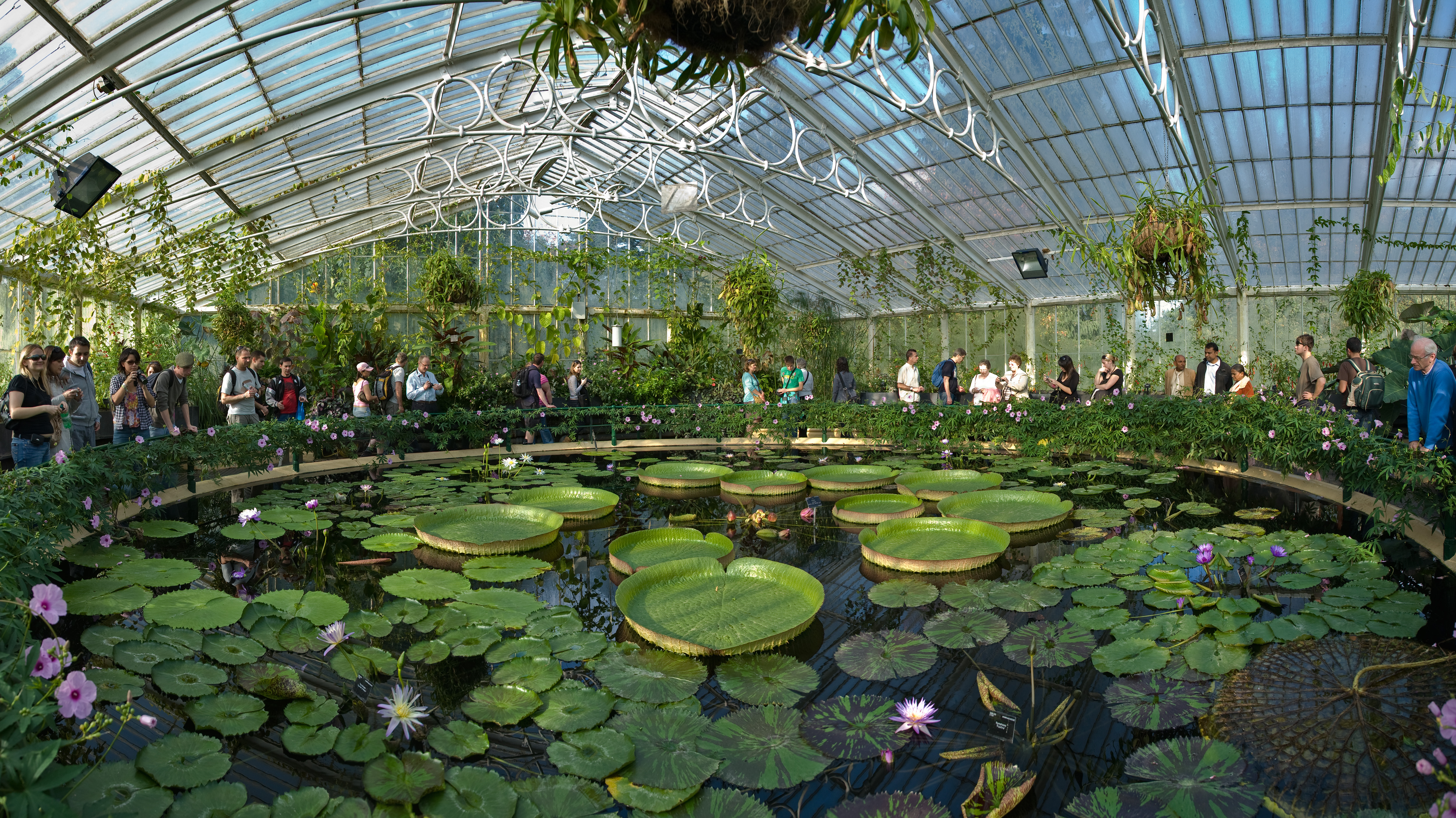
キューガーデンのWaterlilyHouse

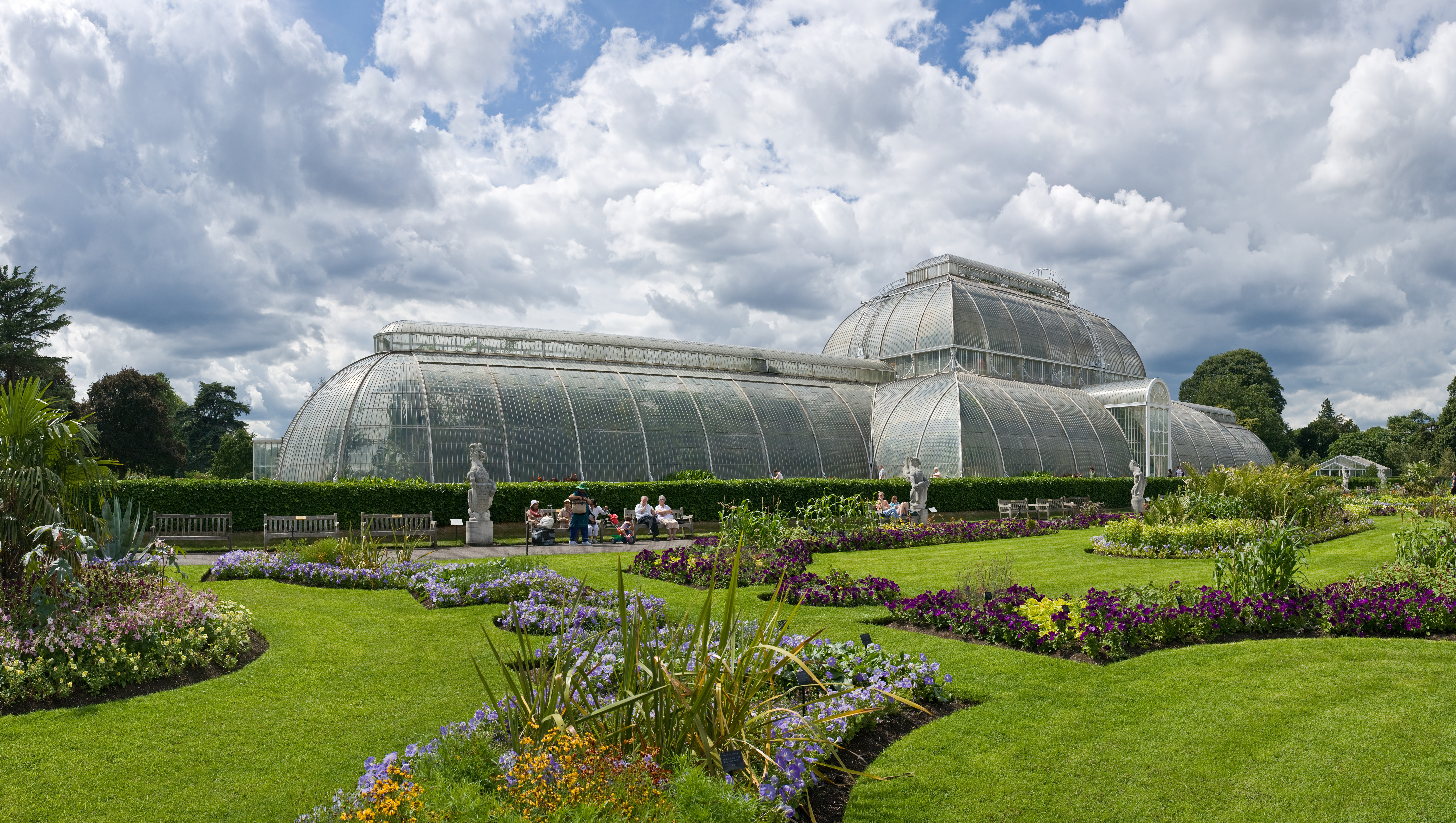
キューガーデンのPalm House

- チェルシー薬草園 - ロンドン市チェルシー
- ウィズレー王立園芸協会植物園 - イングランドサリー州ウィズレー（英語版）、王立園芸協会付属[1]
- エディンバラ王立植物園（英語版） - エディンバラ
- オックスフォード大学植物園（英語版） - オックスフォード市ハイ・ストリート、オックスフォード大学付属
- ケンブリッジ大学付属植物園（英語版） - ケンブリッジ、ケンブリッジ大学付属[1]
- アラメダ庭園 - ジブラルタル
- バーミンガム植物園 - バーミンガム、エジバストン
- ウィンターボーン植物園（英語版） - バーミンガム市エジバストン（英語版）、「ヨーロッパのバラの歴史遺産」指定 、バーミンガム大学付属
- フレッチャー・モス植物園（英語版） - マンチェスター市ディズベリー（英語版）
- ウェールズ国立植物園（英語版） - カーマーゼンシャー州ラナースニー（英語版）
- トレスコ・アビー・ガーデン（英語版） - シリー諸島トレスコ島（英語版）

 ウィキメディア・コモンズには、イギリスの植物園に関するカテゴリがあります。

### イタリア

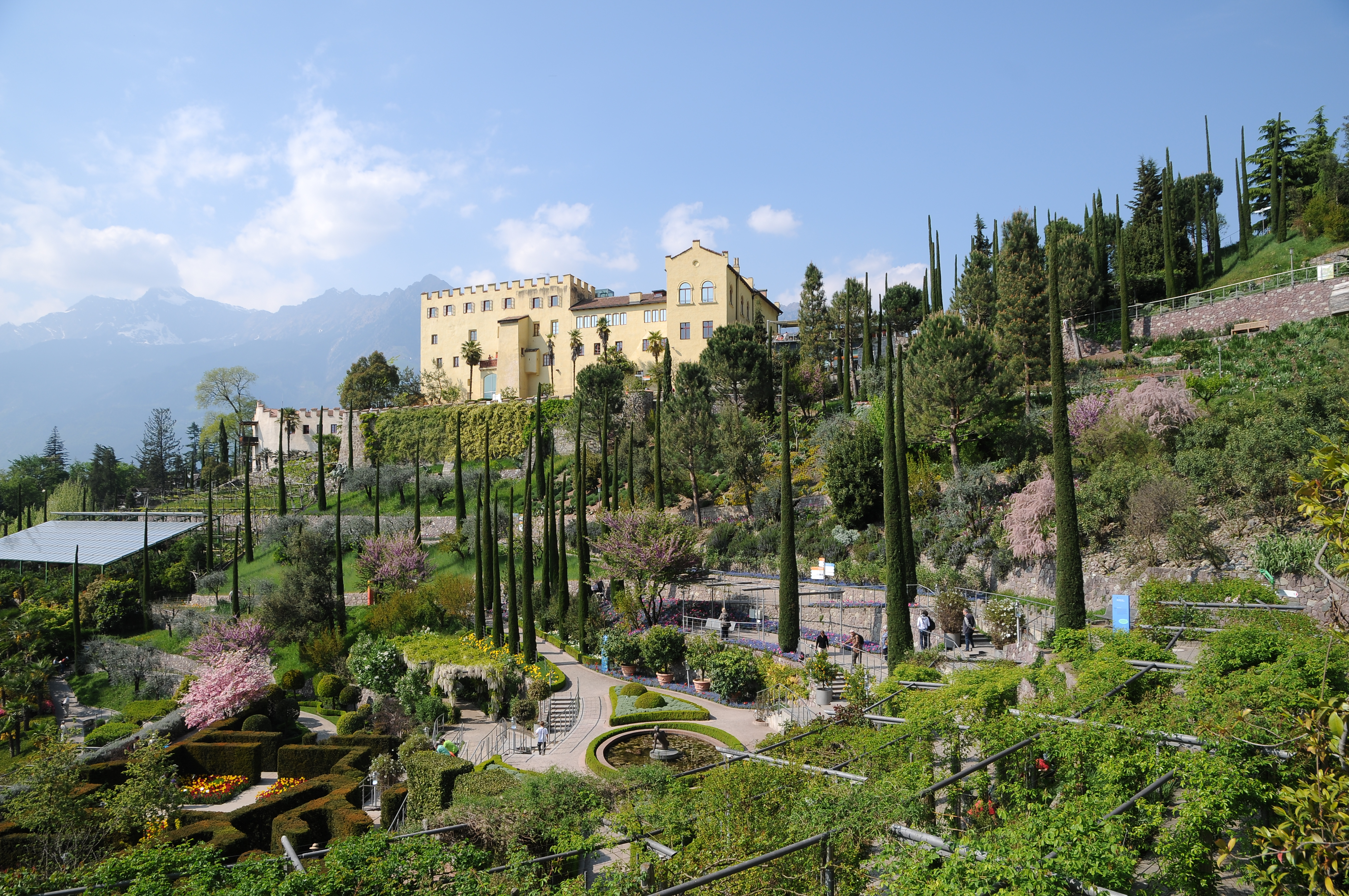
メラーノ庭園

- ピサ植物園 - ピサ、ピサ大学付属、南ヨーロッパ最古の1544年設立
- ナポリ植物園 - ナポリ、ナポリ大学付属
- パドヴァの植物園 - パドヴァ、パドヴァ大学付属
- センプリチ庭園 - フィレンツェ、フィレンツェ大学付属
- トリエステ植物園 - トリエステ
- トリエステ大学植物園（英語版） - トリエステ、トリエステ大学（英語版）付属
- カリャリ大学植物園（英語版） - サルデーニャ島カリャリ、カリャリ大学（英語版）付属
- メラーノ庭園（英語版） - メラーノ、トラウトマンスドルフ城
- アルプス植物園（英語版） - トレント、モンテ・ボンドーネ（英語版）
- パルマ植物園（英語版） - パルマ、パルマ大学付属
- モデナ・レッジョ・エミリア大学植物園（英語版） - モデナ、モデナ・レッジョ・エミリア大学付属
- ローマ大学植物園（英語版） - ローマ市トラステヴェレ、ローマ大学付属

 ウィキメディア・コモンズには、イタリアの植物園に関するカテゴリがあります。

### ウクライナ

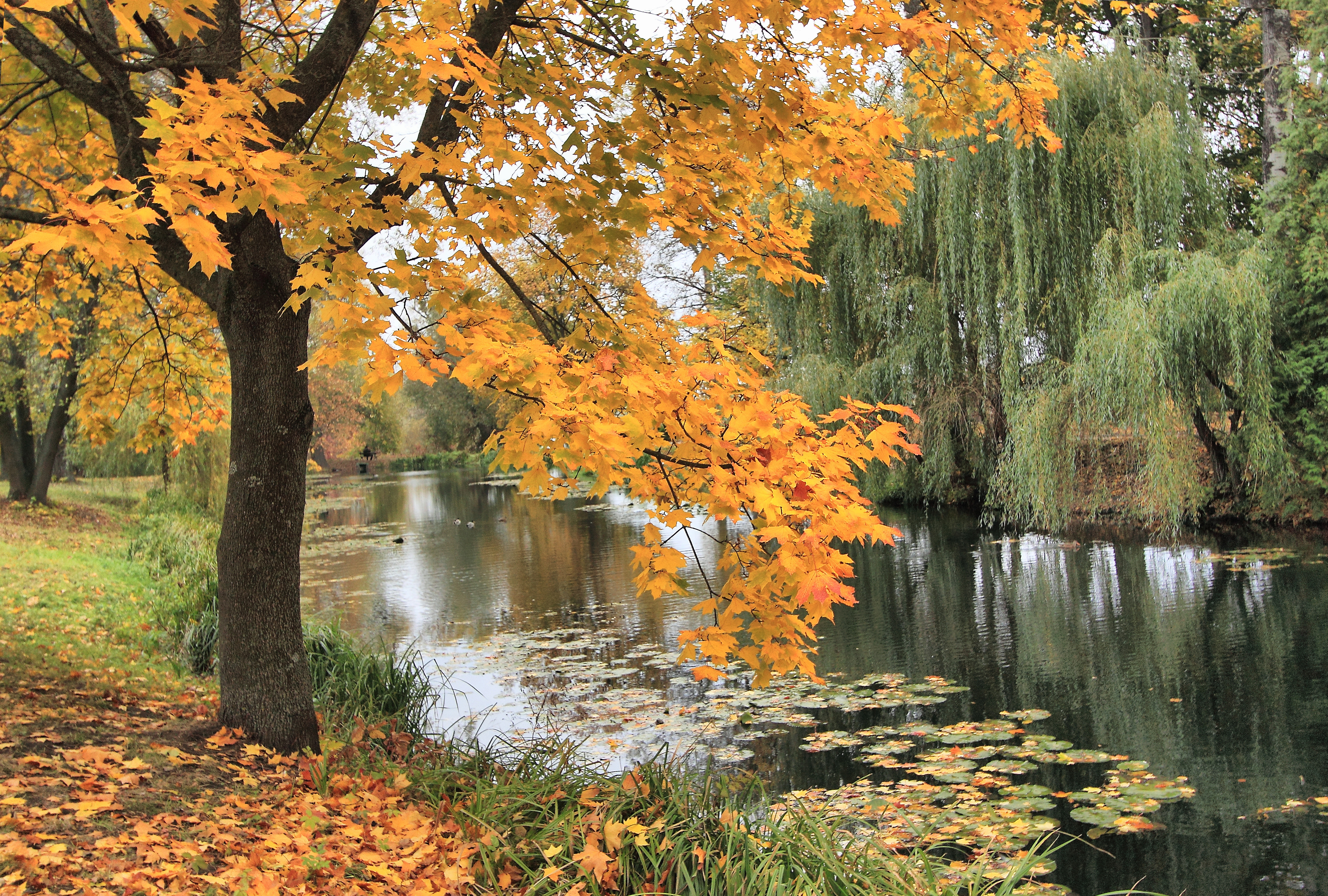
オレクサンドリーヤの秋

- オレクサンドリーヤウクライナ科学アカデミー国立植物園樹木公園 - ビーラ・ツェールクヴァ
- タヴリダ国立大学附属シンフェロポリ植物園（ウクライナ語版） - クリミア地域シンフェロポリ

 ウィキメディア・コモンズには、ウクライナの植物園に関するカテゴリがあります。

### オーストリア
- ウィーン大学植物園 - ウィーン市、ウィーン大学所属[1]

 ウィキメディア・コモンズには、オーストリアの植物園に関するカテゴリがあります。

### オランダ

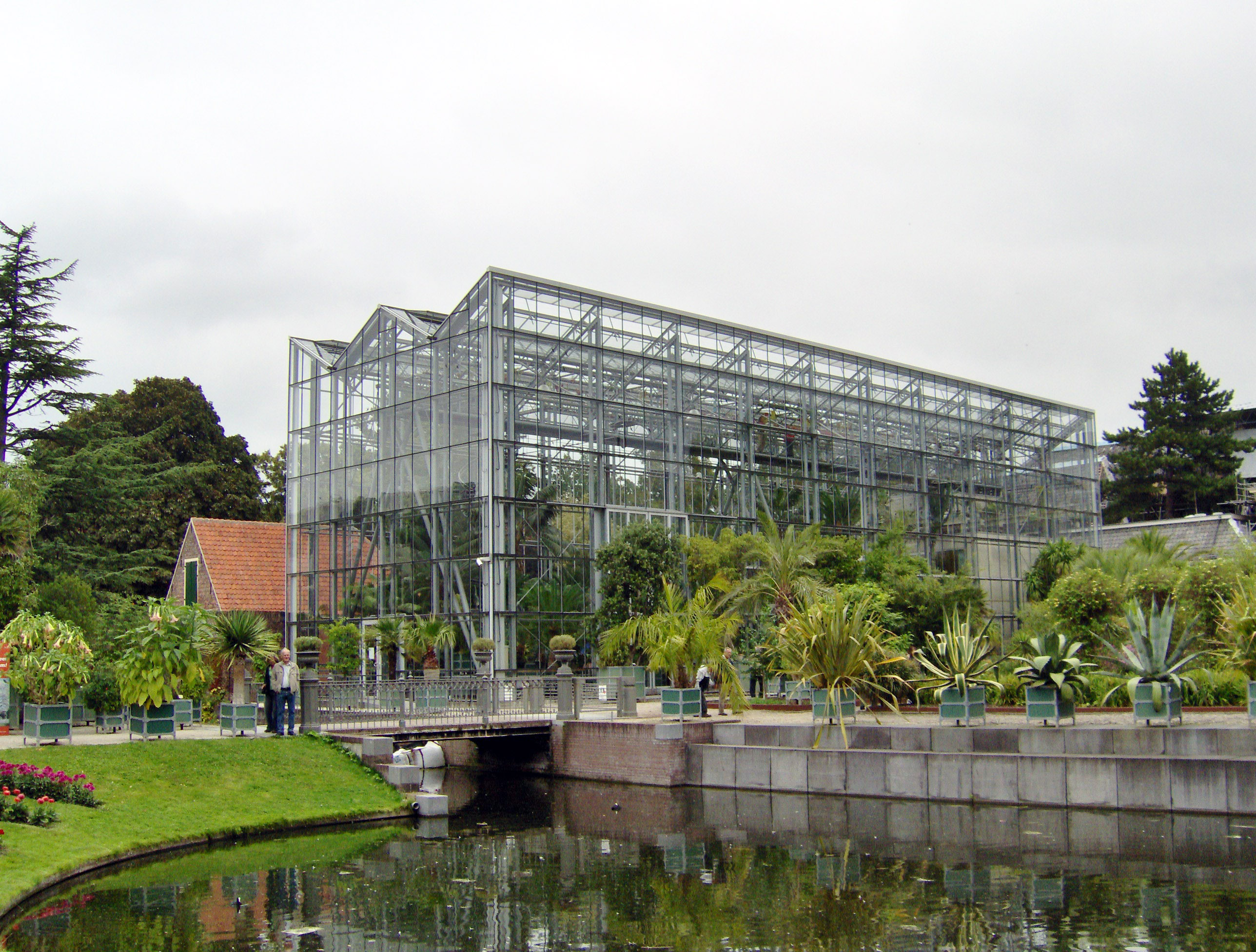
ライデン大学植物園のwinter garden温室

- アムステルダム植物園 - アムステルダム市プランタージュ（英語版）
- ライデン大学植物園 - ライデン市ラペンブルフ（オランダ語版）、ライデン大学付属
- キューケンホフ公園 - リッセ[1]
- ヴァーヘニンゲン植物園（スペイン語版） - ヴァーヘニンゲン[1]

 ウィキメディア・コモンズには、オランダの植物園に関するカテゴリがあります。

### クロアチア
- ザグレブ植物園 - ザグレブ、世界最古の現存植物園とされる
- ロクルム島植物園 - ドゥブロヴニク市 [14]

 ウィキメディア・コモンズには、クロアチアの植物園に関するカテゴリがあります。

### ジョージア
- ズグディディ植物園（英語版） - ズグディディ、「女王の庭園」と称される
- スフミ植物園（英語版） - アブハジア、スフミ

 ウィキメディア・コモンズには、ジョージアの植物園に関するカテゴリがあります。

### スイス

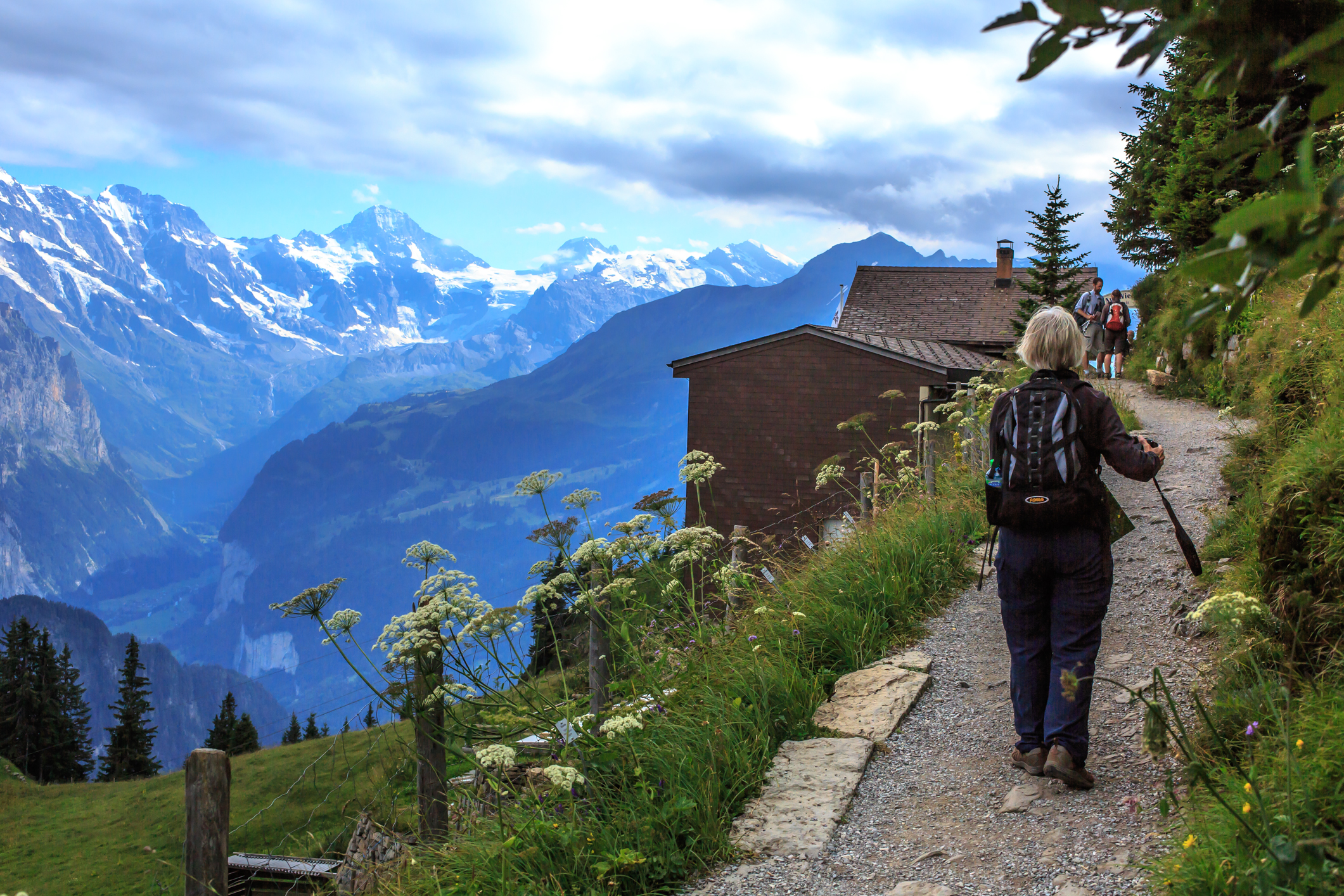
シーニゲプラッテ高山植物園、奥にラウターブルンネンを望む

- ジュネーブ植物研究所・植物園（英語版） - ジュネーブ[1]
- チューリッヒ大学植物園・植物博物館（英語版） - チューリッヒ、チューリッヒ大学付属[1]
- チューリッヒ旧植物園（英語版） - チューリッヒ
- シーニゲプラッテ高山植物園 - ベルン州シーニゲプラッテ
- アルメントフーベル高山植物園 - ベルン州ベルナー・オーバーラント、アルメントフーベル

 ウィキメディア・コモンズには、スイスの植物園に関するカテゴリがあります。

### スウェーデン
- ルンド大学植物園 - ルンド、ルンド大学付属
- ウプサラ大学植物園（英語版） - ウプサラ、ウプサラ大学付属
- リンネ庭園 - ウプサラ、ウプサラ大学付属
- ベルギアンスカ植物園（英語版） - ストックホルム、ストックホルム大学付属。ストックホルム植物園とも[1]
- ヨーテボリ植物園（英語版） - ヨーテボリ[1]

 ウィキメディア・コモンズには、スウェーデンの植物園に関するカテゴリがあります。

### スペイン

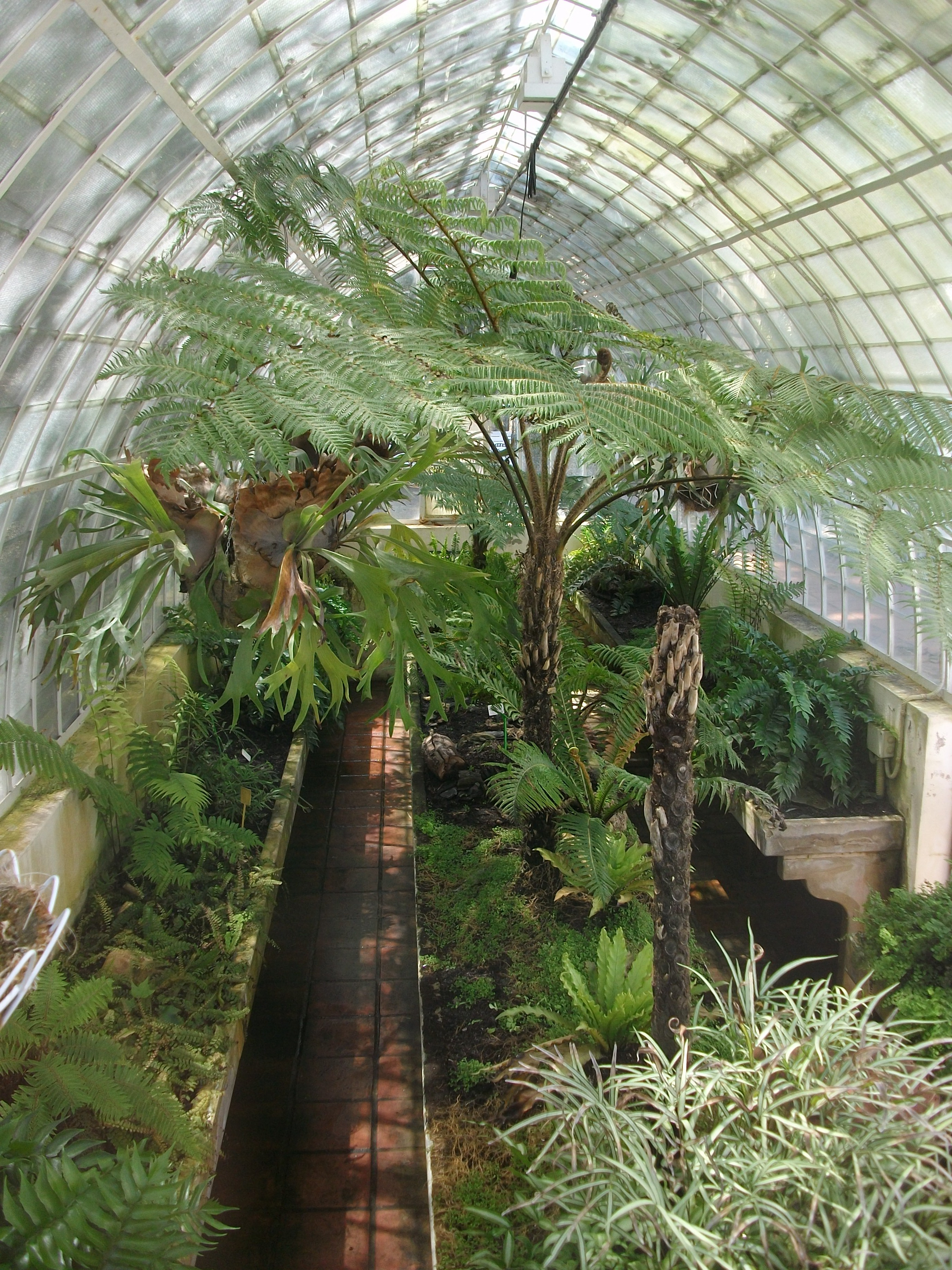
バレンシア植物園

- マドリード王立植物園 - マドリード、プラド大通り
- バレンシア植物園（英語版） - バレンシア、バレンシア大学付属
- カナリア・ビエラ・イ・クラビホ植物園 - カナリア諸島

 ウィキメディア・コモンズには、スペインの植物園に関するカテゴリがあります。

### スロベニア
- リュブリャナ植物園 - リュブリャナ、リュブリャナ大学付属

### セルビア
- ベオグラード植物園 - ベオグラード、ベオグラード大学付属

### デンマーク
- コペンハーゲン大学植物園 - コペンハーゲン、コペンハーゲン大学付属[1]

 ウィキメディア・コモンズには、デンマークの植物園に関するカテゴリがあります。

### ドイツ

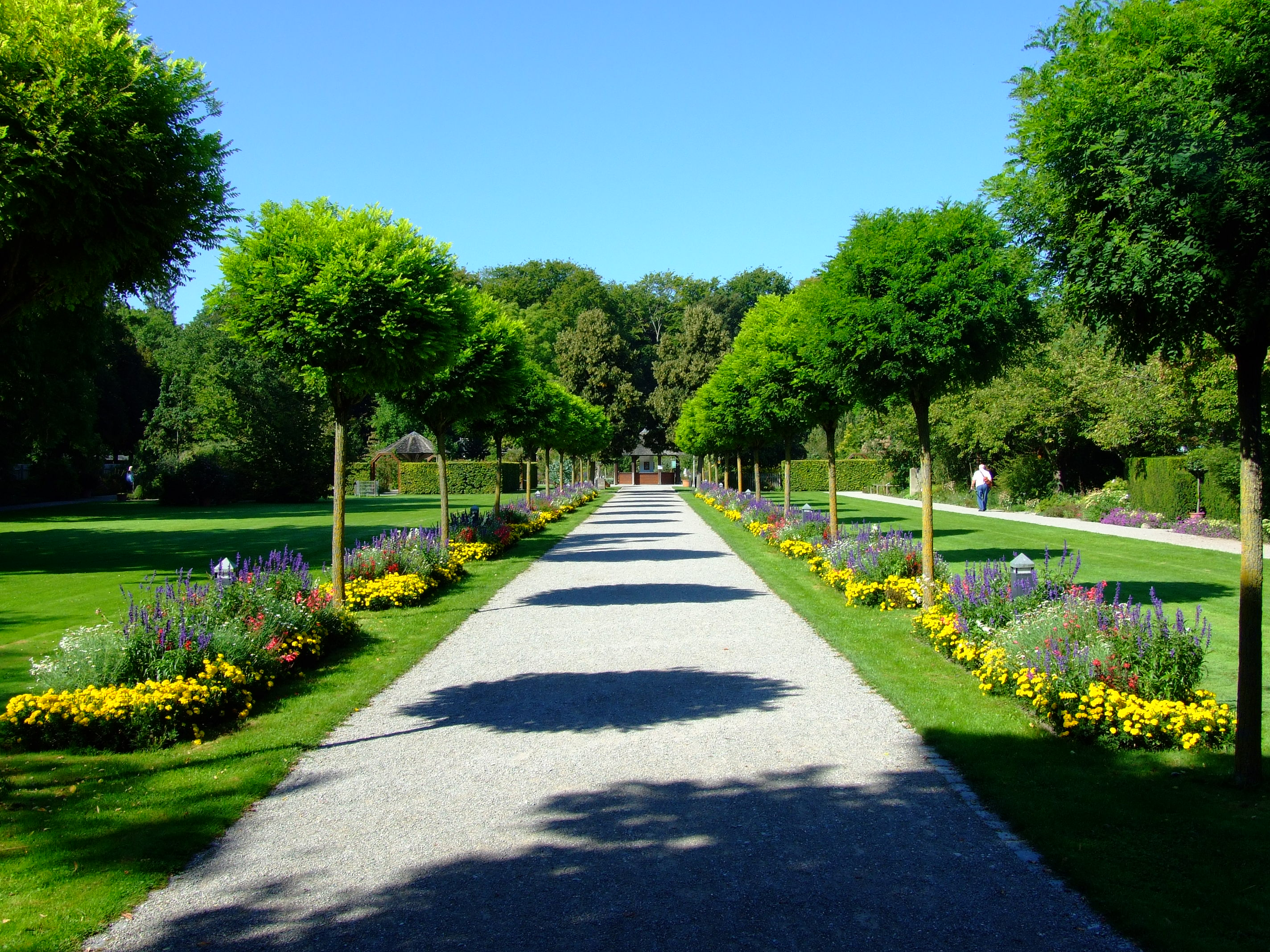
アウクスブルク植物園

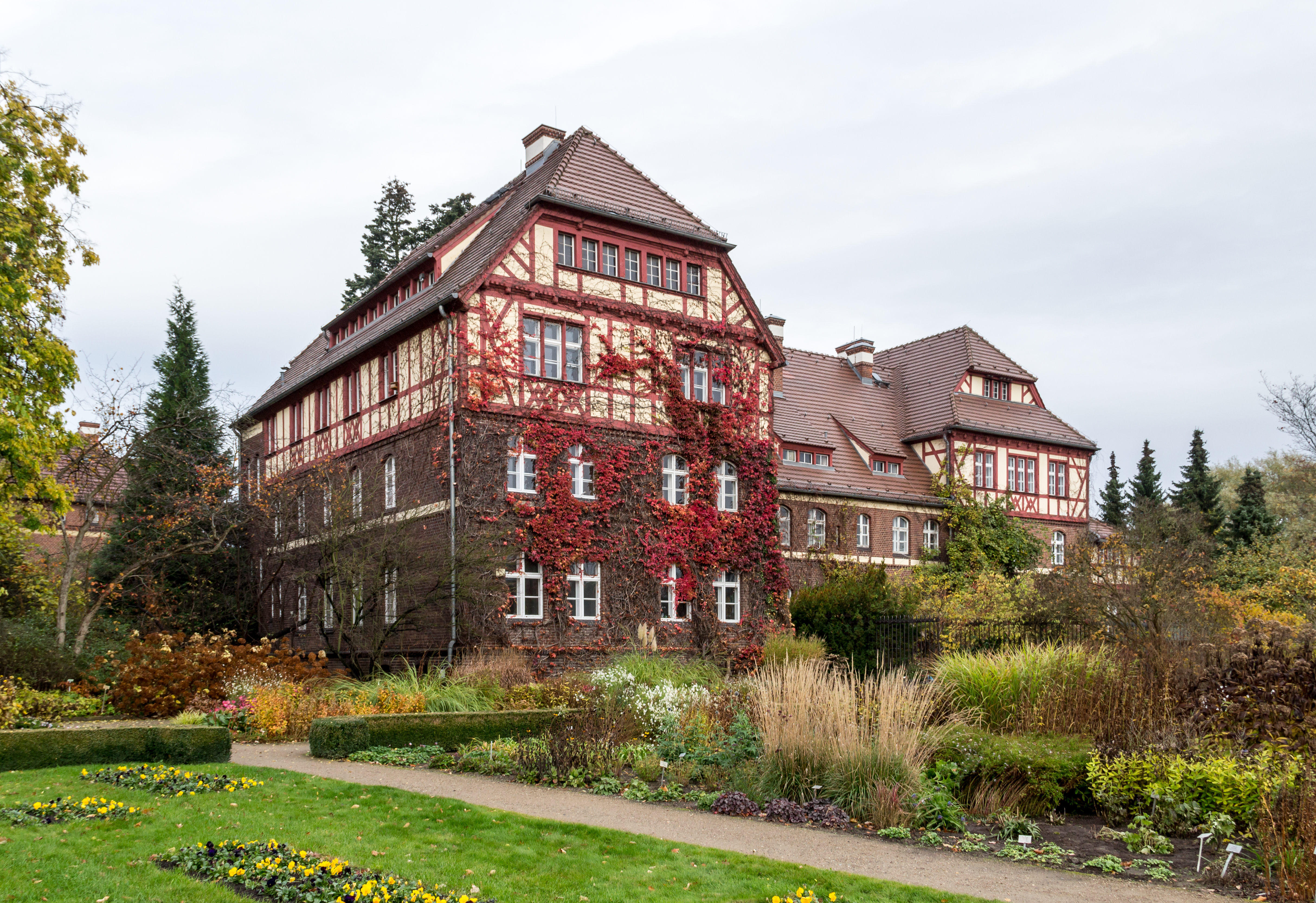
ベルリン＝ダーレム植物園

- ベルリン＝ダーレム植物園 - ベルリン市シュテーグリッツ＝ツェーレンドルフ区、ベルリン自由大学付属
- アウクスブルク植物園（英語版） - アウクスブルク
- カールスルーエ植物園（英語版） - カールスルーエ
- ギーセン植物園 - ギーセン
- ゲッティンゲン大学植物園（英語版） - ゲッティンゲン、ゲオルク・アウグスト大学ゲッティンゲン付属
- ダルムシュタット植物園（英語版） - ダルムシュタット、ダルムシュタット工科大学付属
- テュービンゲン大学植物園（英語版） - テュービンゲン、テュービンゲン大学付属[1]
- テュービンゲン旧植物園 - テュービンゲン、現在は公園
- ヴュルツブルク大学植物園（英語版） - ヴュルツブルク、ヴュルツブルク大学付属
- ハイデルベルク大学付属植物園（英語版） - ハイデルベルク、ハイデルベルク大学
- ハンブルク大学植物園（英語版） - ハンブルク、ハンブルク大学付属
- ハン・ミュンデン森林植物園（英語版） - ハン・ミュンデン
- パルメン・ガルテン（英語版） - フランクフルト・アム・マイン[1]
- ボン大学付属植物園（英語版） - ボン、ボン大学付属
- マールブルク旧植物園 - マールブルク、1977年機能移転
- ミュンヘン植物園（英語版） - ミュンヘン[1]
- 旧植物園 - ミュンヘン、現在は公園

 ウィキメディア・コモンズには、ドイツの植物園に関するカテゴリがあります。

### ノルウェー

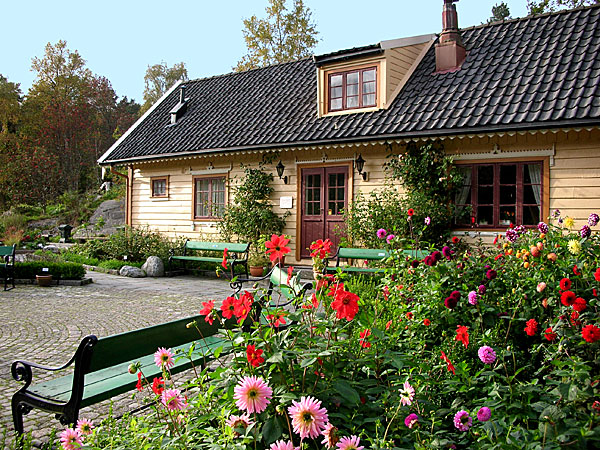
ベルゲン大学植物園のBlondehusとダリア

- オスロ大学植物園（英語版） - オスロ、オスロ大学付属[1]
- ベルゲン大学植物園（スペイン語版） - ベルゲン、ベルゲン大学付属

 ウィキメディア・コモンズには、ノルウェーの植物園に関するカテゴリがあります。

### ハンガリー
- パンノンハルマ大修道院の植物園 - ジェール・モション・ショプロン県パンノンハルマ（英語版）
- ブダペスト大学植物園（ハンガリー語版） - ブダペスト、エトヴェシュ・ロラーンド大学付属[1]

 ウィキメディア・コモンズには、ハンガリーの植物園に関するカテゴリがあります。

### フィンランド
- ヘルシンキ大学植物園（英語版） - ヘルシンキ、ヘルシンキ大学付属[1]
- Koulupuisto植物園（スペイン語版） - ヤコブスタード

 ウィキメディア・コモンズには、フィンランドの植物園に関するカテゴリがあります。

### フランス

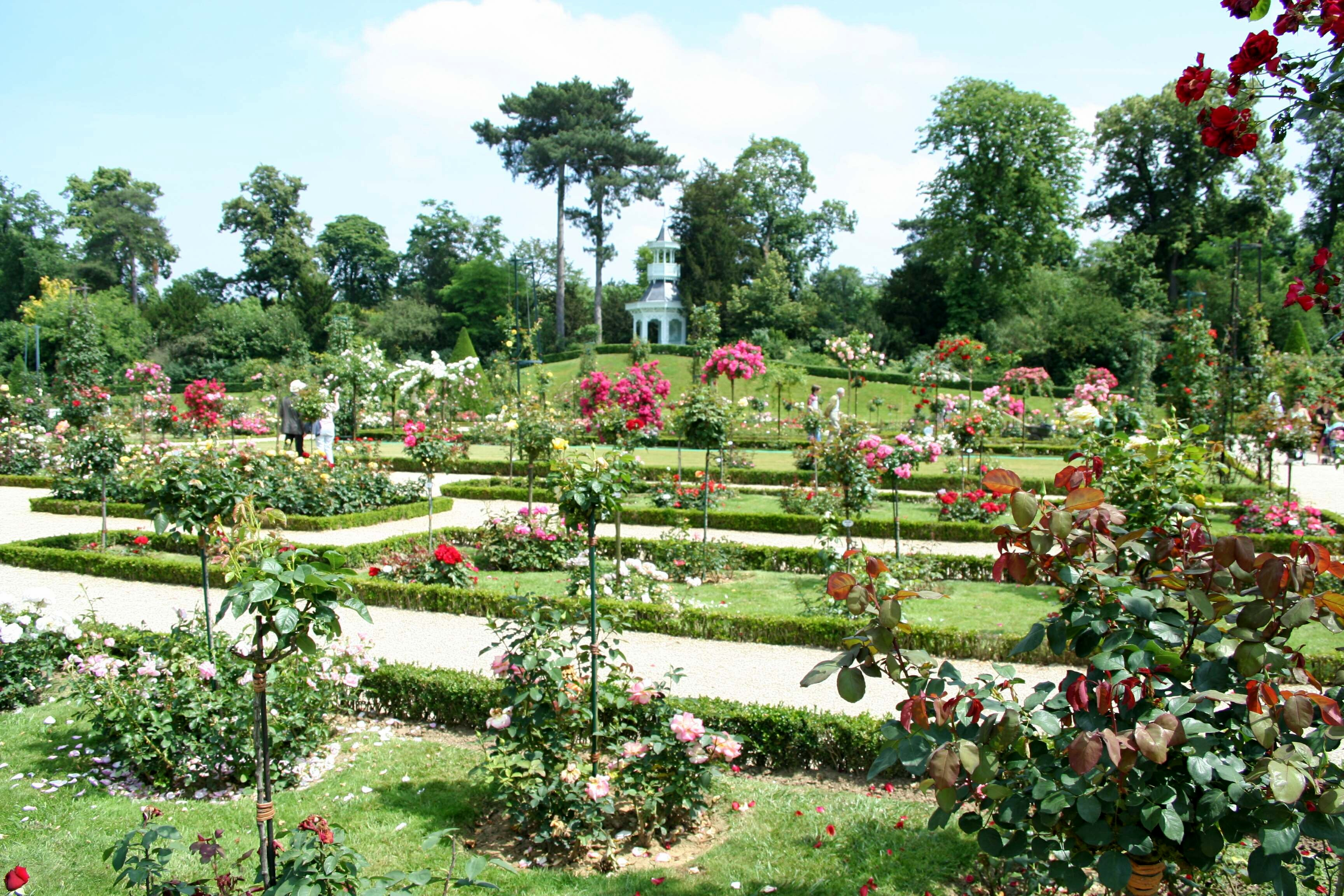
バガテル・バラ園

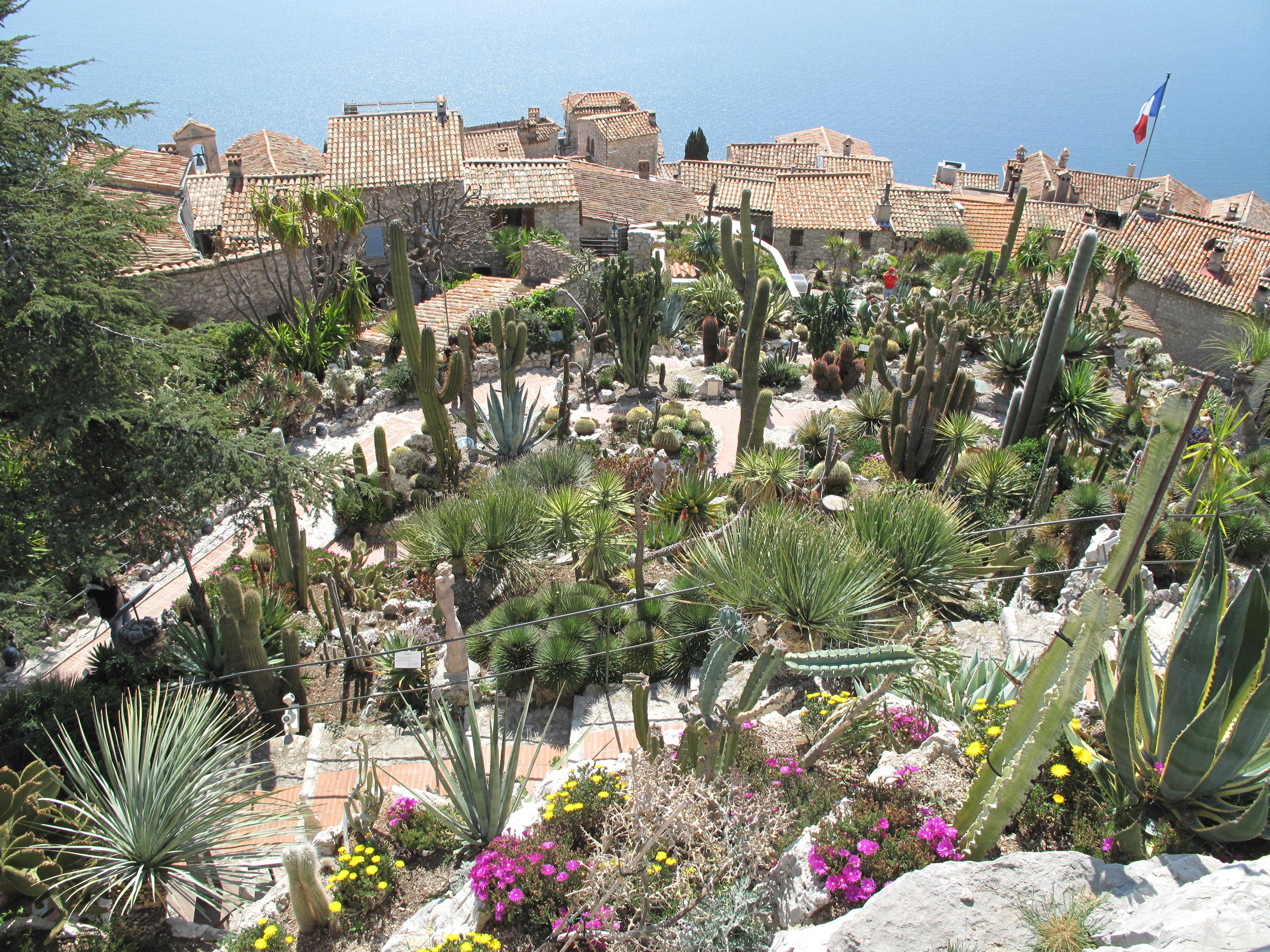
エズ植物園

- バガテル・バラ園 - パリ、ブローニュの森
- パリ植物園 - パリ5区
- ヴァンセンヌの森パリ花公園 - パリ、ヴァンセンヌの森
- ヴァンセンヌ熱帯植物園（フランス語版） - パリ、ヴァンセンヌの森
- モンペリエ植物園 - モンペリエ、モンペリエ大学付属
- ナント植物園（英語版） - ナント
- ボルドー植物園（英語版） - ボルドー
- エズ植物園（英語版） - エズ
- カン植物園（英語版） - カーン
- クタンス植物園（ドイツ語版） - クタンス、旧プーピネル家の館の庭園
- コルヌアイユ植物園（英語版） - コンブリ
- ド・ラ・ヴィラ・チュレ植物園 - アンティーブ
- ルーアン植物園（英語版） - ルーアン

 ウィキメディア・コモンズには、フランスの植物園に関するカテゴリがあります。

### ベルギー
- ベルギー国立植物園（英語版） - フラームス＝ブラバント州メイゼ（英語版）[1]

 ウィキメディア・コモンズには、ベルギーの植物園に関するカテゴリがあります。

### ポーランド

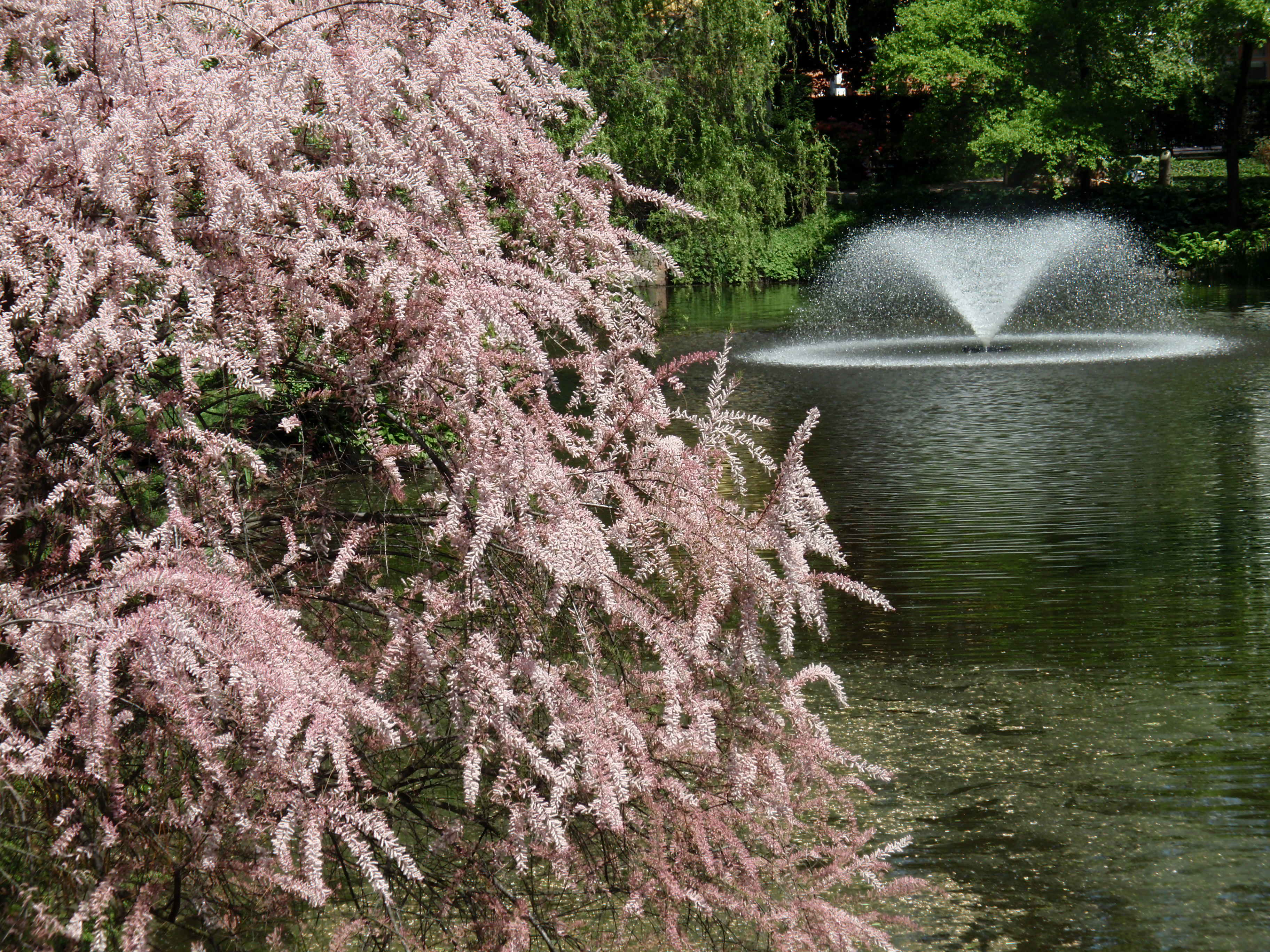
ブレスラウ植物園

- コルニク・ポーランド科学アカデミー樹木園（英語版） - ヴィエルコポルスカ県コルニク（英語版）
- ワルシャワ大学植物園（ポーランド語版） - ワルシャワ、ワルシャワ大学付属
- ヴロツワフ植物園（ポーランド語版） - ヴロツワフ

 ウィキメディア・コモンズには、ポーランドの植物園に関するカテゴリがあります。

### ポルトガル
- コインブラ大学植物園 - コインブラ、コインブラ大学付属[1]
- リスボン大学植物園 - リスボン、リスボン大学付属

 ウィキメディア・コモンズには、ポルトガルの植物園に関するカテゴリがあります。

### モナコ
- モナコ熱帯植物園（英語版） - モナコ・ラ・コンダミーヌ地区（英語版）レ・レヴォワール

 ウィキメディア・コモンズには、モナコの植物園に関するカテゴリがあります。

### リトアニア
- カウナス植物園（英語版） - カウナス

 ウィキメディア・コモンズには、リトアニアの植物園に関するカテゴリがあります。

### ルーマニア
- クラヨーヴァ植物園（英語版） - クラヨーヴァ

 ウィキメディア・コモンズには、ルーマニアの植物園に関するカテゴリがあります。

### ロシア

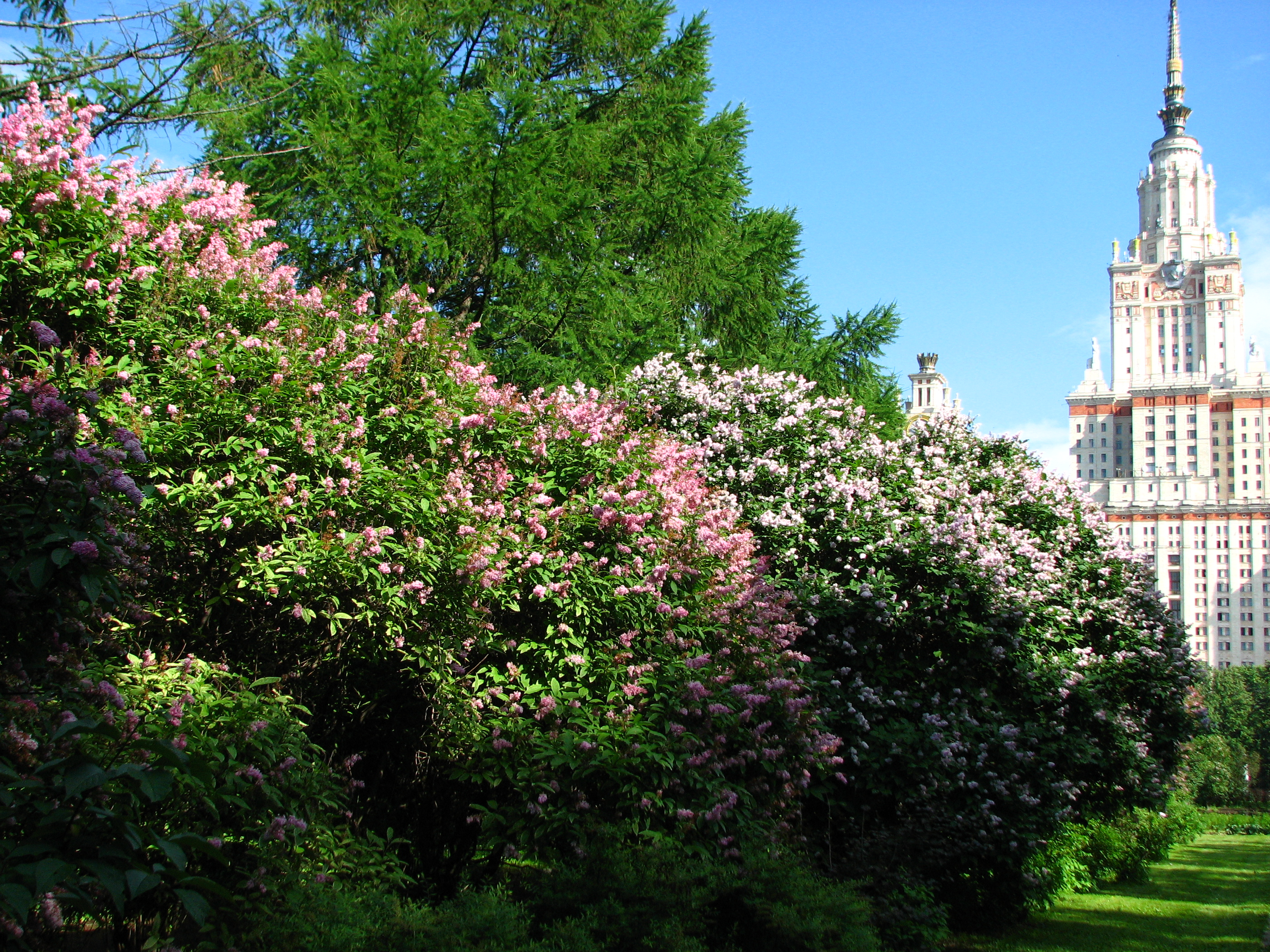
モスクワ大学植物園のハンガリーハシドイ

- サンクトペテルブルク帝立植物園 - サンクトペテルブルク、現・ロシア科学アカデミーコマロフ植物研究所（英語版）
- モスクワ大学植物園 - モスクワ[15]

 ウィキメディア・コモンズには、ロシアの植物園に関するカテゴリがあります。

## オセアニアのおもな植物園

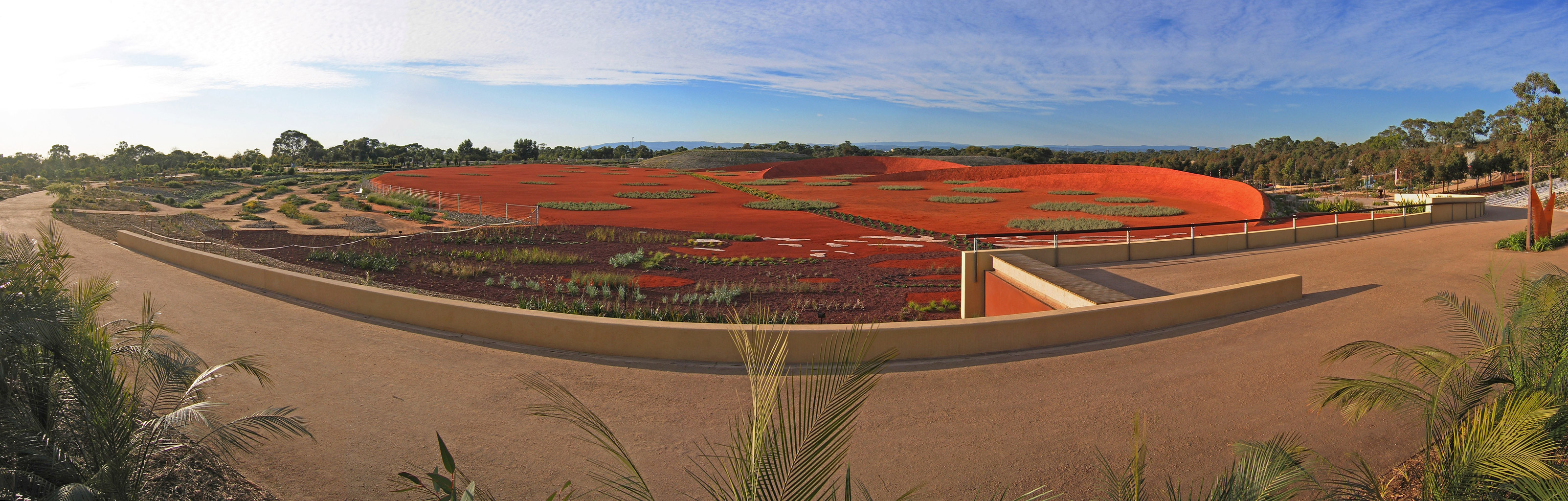
クランボーン王立植物園のRed Sand Garden

### オーストラリア
- シドニー王立植物園 - シドニー
- メルボルン王立植物園（英語版） - メルボルン
- クランボーン王立植物園（英語版） - ビクトリア州クランボーン（英語版）
- アデレード植物園（英語版） - アデレード[1]
- ブリスベンシティー植物園 - ブリスベン
- キングスパーク植物園（英語版） - パース

 ウィキメディア・コモンズには、オーストラリアの植物園に関するカテゴリがあります。

### ニュージーランド
- クライストチャーチ植物園 - クライストチャーチ

 ウィキメディア・コモンズには、ニュージーランドの植物園に関するカテゴリがあります。

### 太平洋
- フォスター植物園 - ホノルル

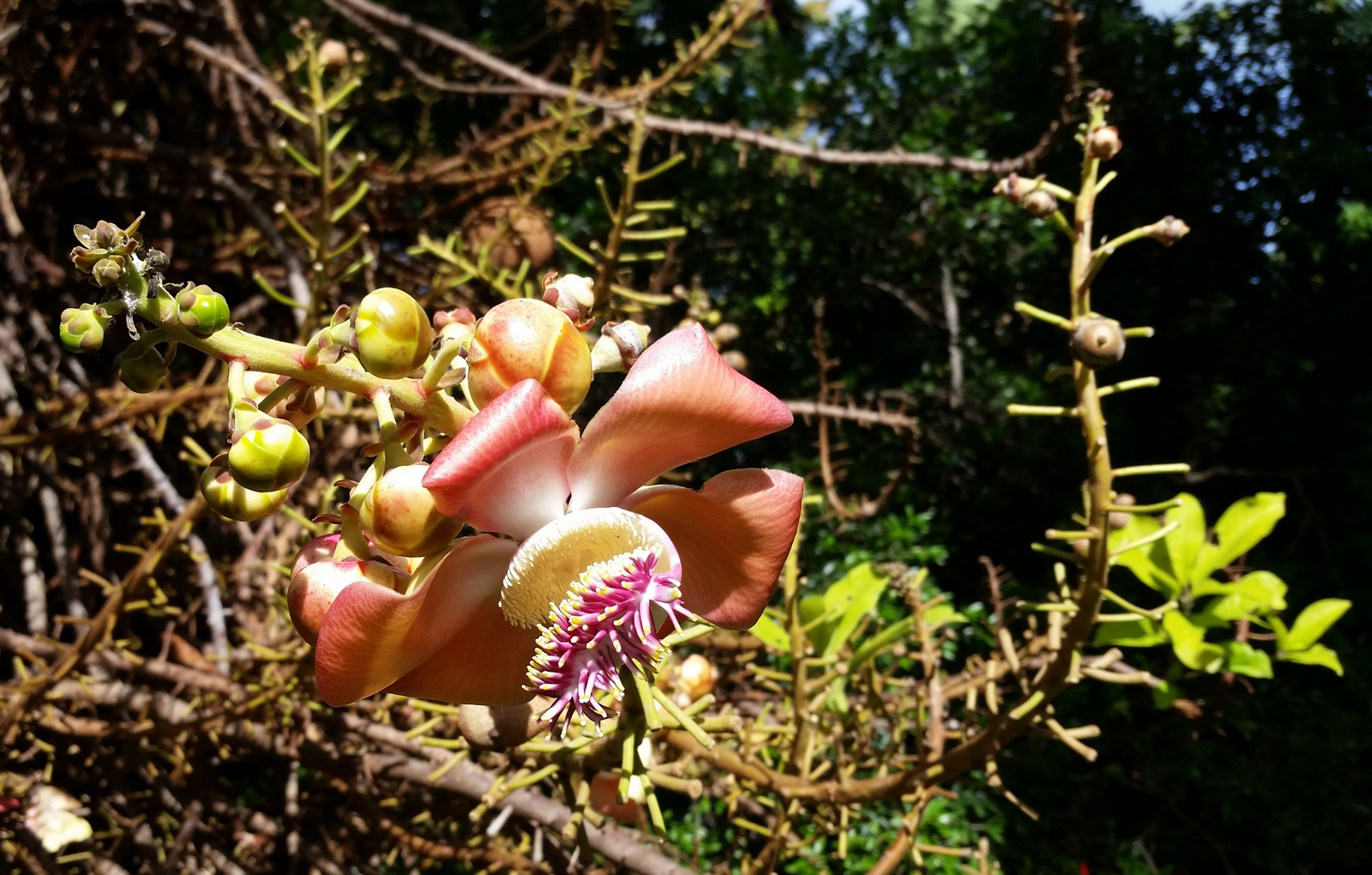
フォスター植物園のホウガンノキの花

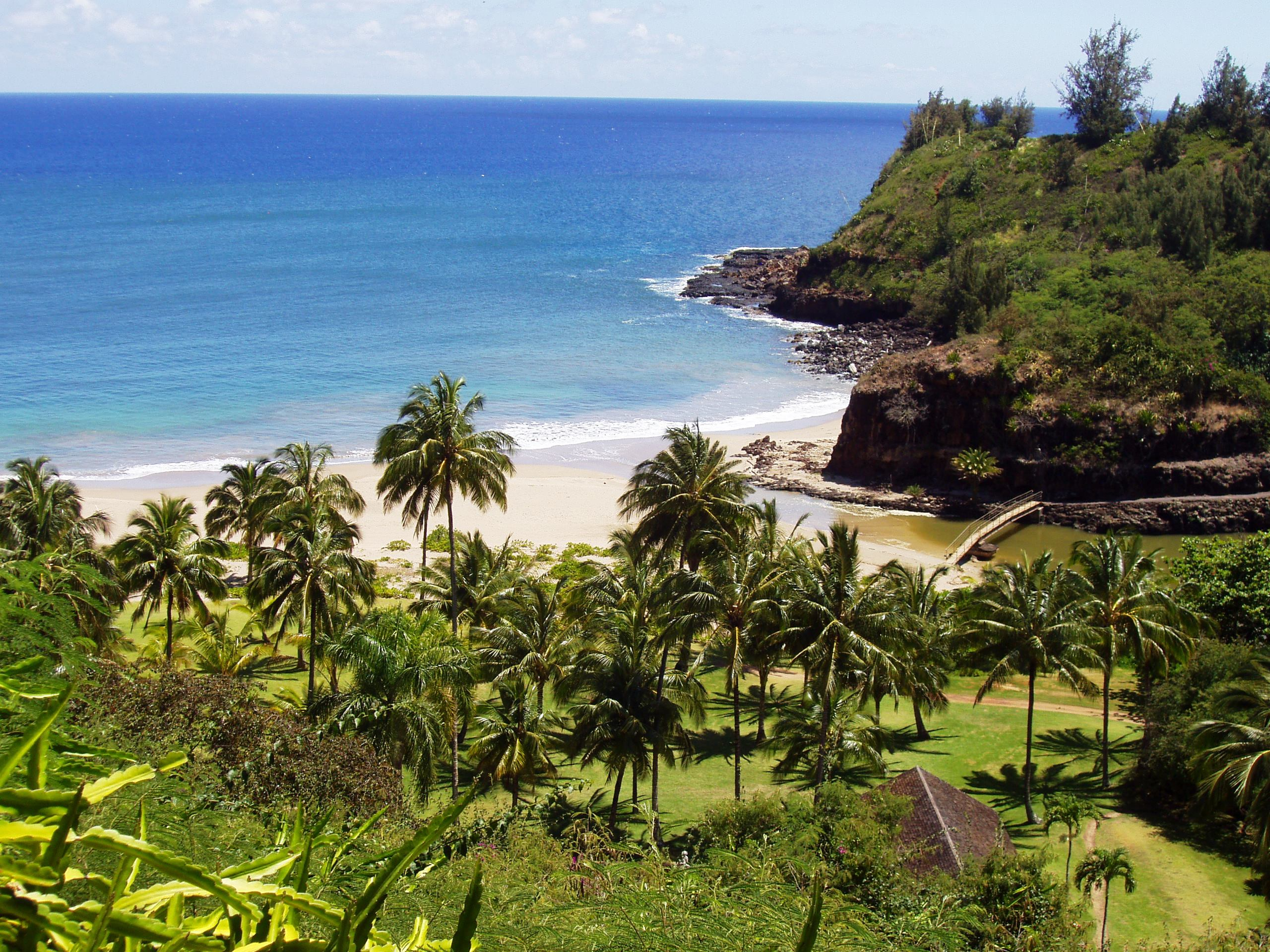
アラートン・ガーデン

- エイミー・B・H・グリーンウェル民族植物園 - ハワイ島キャプテン・クック
- ココ・クレーター・ボタニカル・ガーデン - オアフ島
- マクブライド・ガーデン（英語版） - カウアイ島、アメリカ国立熱帯植物園（英語版）
- アラートン・ガーデン（英語版） - カウアイ島、アメリカ国立熱帯植物園
- リマフリ・ガーデン（英語版） - カウアイ島、アメリカ国立熱帯植物園
- カハヌ・ガーデン（英語版） - マウイ島、アメリカ国立熱帯植物園
- リリウオカラニ植物園（英語版） - ホノルル
- サイパン熱帯植物園 - サイパン島、2011年休園

 ウィキメディア・コモンズには、ハワイの植物園に関するカテゴリがあります。

## アフリカのおもな植物園

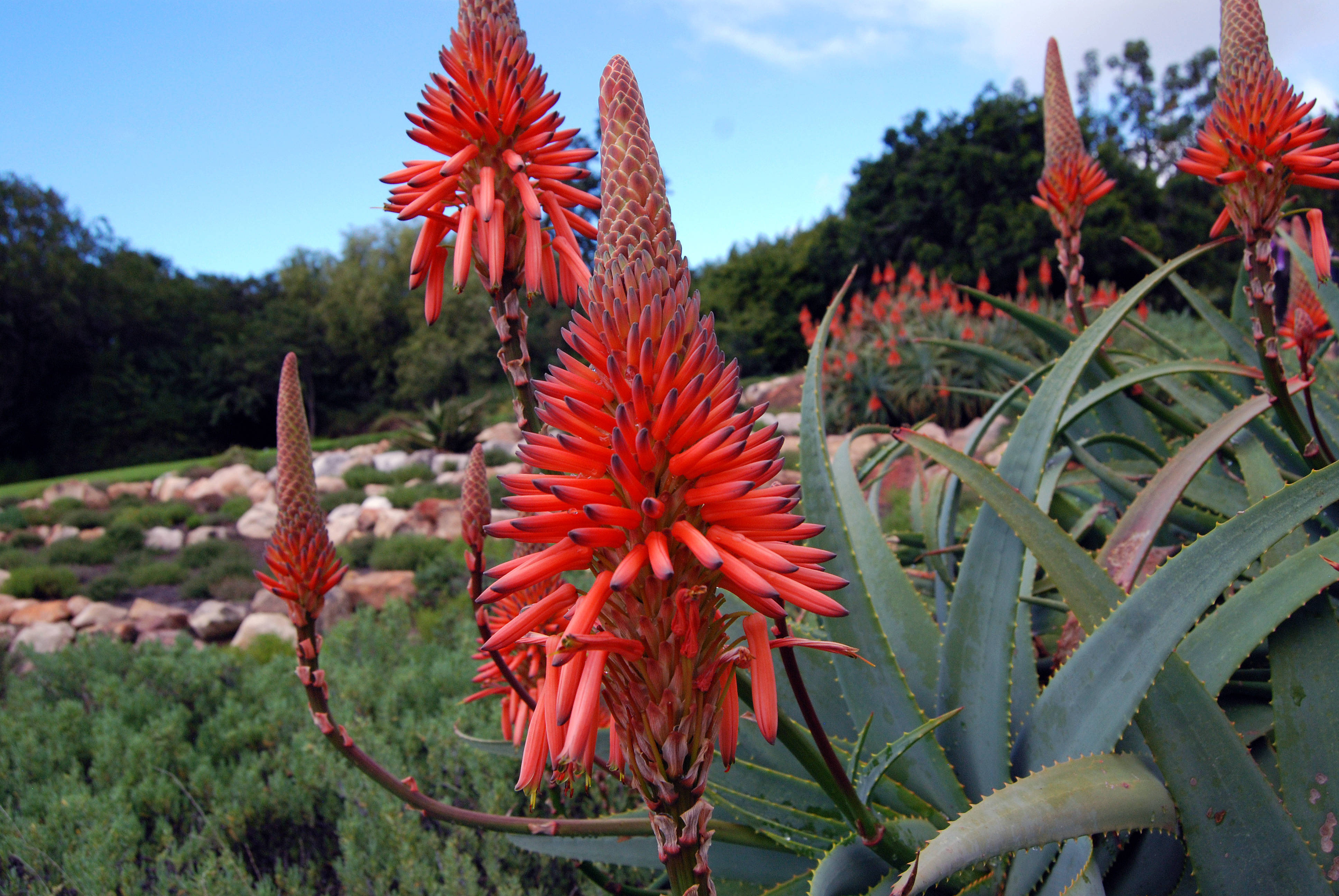
カーステンボッシュ国立植物園のキダチアロエ

### ケニア
- ナイロビ樹木園（スペイン語版） - ナイロビ[1]

 ウィキメディア・コモンズには、ケニアの植物園に関するカテゴリがあります。

### ジンバブエ
- ジンバブエ国立植物園（英語版） - ハラレ

 ウィキメディア・コモンズには、ジンバブエの庭園に関するカテゴリがあります。

### 南アフリカ
- カーステンボッシュ国立植物園（英語版） - ケープタウン、テーブルマウンテン

 ウィキメディア・コモンズには、南アフリカの植物園に関するカテゴリがあります。